# Desperado (échecs)
Aux échecs, une pièce desperado est, dans un premier sens, une pièce qui se sacrifie de manière qu’il y aura pat si elle est prise (aux échecs, contrairement aux dames, il n’est généralement pas obligatoire de capturer une pièce adverse). Dans ce premier cas, une pièce desperado est généralement une dame ou une tour ; ce type de pièce est parfois aussi appelé « enragée » ou « folle » (par exemple tour folle).
Dans un second sens, il s’agit d’une pièce qui est en prise (dans une position où elle peut être capturée) mais qui est utilisée pour prendre du matériel adverse avant d’être elle-même prise.

## Premier sens de piècedesperado: exemples

### Evans-Reshevsky, 1963
|   | a | b | c | d | e | f | g | h |   |
| 8 | Dame blanche sur case blanche c8 · Tour blanche sur case blanche f7 · Pion noir sur case noire g7 · Roi noir sur case blanche h7 · Pion noir sur case blanche b5 · Pion noir sur case noire e5 · Dame noire sur case noire g5 · Pion noir sur case blanche h5 · Pion blanc sur case noire b4 · Pion blanc sur case blanche e4 · Cavalier noir sur case noire f4 · Tour noire sur case noire e3 · Pion blanc sur case blanche f3 · Pion blanc sur case noire g3 · Pion blanc sur case blanche h3 · Roi blanc sur case noire h2 | Dame blanche sur case blanche c8 · Tour blanche sur case blanche f7 · Pion noir sur case noire g7 · Roi noir sur case blanche h7 · Pion noir sur case blanche b5 · Pion noir sur case noire e5 · Dame noire sur case noire g5 · Pion noir sur case blanche h5 · Pion blanc sur case noire b4 · Pion blanc sur case blanche e4 · Cavalier noir sur case noire f4 · Tour noire sur case noire e3 · Pion blanc sur case blanche f3 · Pion blanc sur case noire g3 · Pion blanc sur case blanche h3 · Roi blanc sur case noire h2 | Dame blanche sur case blanche c8 · Tour blanche sur case blanche f7 · Pion noir sur case noire g7 · Roi noir sur case blanche h7 · Pion noir sur case blanche b5 · Pion noir sur case noire e5 · Dame noire sur case noire g5 · Pion noir sur case blanche h5 · Pion blanc sur case noire b4 · Pion blanc sur case blanche e4 · Cavalier noir sur case noire f4 · Tour noire sur case noire e3 · Pion blanc sur case blanche f3 · Pion blanc sur case noire g3 · Pion blanc sur case blanche h3 · Roi blanc sur case noire h2 | Dame blanche sur case blanche c8 · Tour blanche sur case blanche f7 · Pion noir sur case noire g7 · Roi noir sur case blanche h7 · Pion noir sur case blanche b5 · Pion noir sur case noire e5 · Dame noire sur case noire g5 · Pion noir sur case blanche h5 · Pion blanc sur case noire b4 · Pion blanc sur case blanche e4 · Cavalier noir sur case noire f4 · Tour noire sur case noire e3 · Pion blanc sur case blanche f3 · Pion blanc sur case noire g3 · Pion blanc sur case blanche h3 · Roi blanc sur case noire h2 | Dame blanche sur case blanche c8 · Tour blanche sur case blanche f7 · Pion noir sur case noire g7 · Roi noir sur case blanche h7 · Pion noir sur case blanche b5 · Pion noir sur case noire e5 · Dame noire sur case noire g5 · Pion noir sur case blanche h5 · Pion blanc sur case noire b4 · Pion blanc sur case blanche e4 · Cavalier noir sur case noire f4 · Tour noire sur case noire e3 · Pion blanc sur case blanche f3 · Pion blanc sur case noire g3 · Pion blanc sur case blanche h3 · Roi blanc sur case noire h2 | Dame blanche sur case blanche c8 · Tour blanche sur case blanche f7 · Pion noir sur case noire g7 · Roi noir sur case blanche h7 · Pion noir sur case blanche b5 · Pion noir sur case noire e5 · Dame noire sur case noire g5 · Pion noir sur case blanche h5 · Pion blanc sur case noire b4 · Pion blanc sur case blanche e4 · Cavalier noir sur case noire f4 · Tour noire sur case noire e3 · Pion blanc sur case blanche f3 · Pion blanc sur case noire g3 · Pion blanc sur case blanche h3 · Roi blanc sur case noire h2 | Dame blanche sur case blanche c8 · Tour blanche sur case blanche f7 · Pion noir sur case noire g7 · Roi noir sur case blanche h7 · Pion noir sur case blanche b5 · Pion noir sur case noire e5 · Dame noire sur case noire g5 · Pion noir sur case blanche h5 · Pion blanc sur case noire b4 · Pion blanc sur case blanche e4 · Cavalier noir sur case noire f4 · Tour noire sur case noire e3 · Pion blanc sur case blanche f3 · Pion blanc sur case noire g3 · Pion blanc sur case blanche h3 · Roi blanc sur case noire h2 | Dame blanche sur case blanche c8 · Tour blanche sur case blanche f7 · Pion noir sur case noire g7 · Roi noir sur case blanche h7 · Pion noir sur case blanche b5 · Pion noir sur case noire e5 · Dame noire sur case noire g5 · Pion noir sur case blanche h5 · Pion blanc sur case noire b4 · Pion blanc sur case blanche e4 · Cavalier noir sur case noire f4 · Tour noire sur case noire e3 · Pion blanc sur case blanche f3 · Pion blanc sur case noire g3 · Pion blanc sur case blanche h3 · Roi blanc sur case noire h2 | 8 |
| 7 | Dame blanche sur case blanche c8 · Tour blanche sur case blanche f7 · Pion noir sur case noire g7 · Roi noir sur case blanche h7 · Pion noir sur case blanche b5 · Pion noir sur case noire e5 · Dame noire sur case noire g5 · Pion noir sur case blanche h5 · Pion blanc sur case noire b4 · Pion blanc sur case blanche e4 · Cavalier noir sur case noire f4 · Tour noire sur case noire e3 · Pion blanc sur case blanche f3 · Pion blanc sur case noire g3 · Pion blanc sur case blanche h3 · Roi blanc sur case noire h2 | Dame blanche sur case blanche c8 · Tour blanche sur case blanche f7 · Pion noir sur case noire g7 · Roi noir sur case blanche h7 · Pion noir sur case blanche b5 · Pion noir sur case noire e5 · Dame noire sur case noire g5 · Pion noir sur case blanche h5 · Pion blanc sur case noire b4 · Pion blanc sur case blanche e4 · Cavalier noir sur case noire f4 · Tour noire sur case noire e3 · Pion blanc sur case blanche f3 · Pion blanc sur case noire g3 · Pion blanc sur case blanche h3 · Roi blanc sur case noire h2 | Dame blanche sur case blanche c8 · Tour blanche sur case blanche f7 · Pion noir sur case noire g7 · Roi noir sur case blanche h7 · Pion noir sur case blanche b5 · Pion noir sur case noire e5 · Dame noire sur case noire g5 · Pion noir sur case blanche h5 · Pion blanc sur case noire b4 · Pion blanc sur case blanche e4 · Cavalier noir sur case noire f4 · Tour noire sur case noire e3 · Pion blanc sur case blanche f3 · Pion blanc sur case noire g3 · Pion blanc sur case blanche h3 · Roi blanc sur case noire h2 | Dame blanche sur case blanche c8 · Tour blanche sur case blanche f7 · Pion noir sur case noire g7 · Roi noir sur case blanche h7 · Pion noir sur case blanche b5 · Pion noir sur case noire e5 · Dame noire sur case noire g5 · Pion noir sur case blanche h5 · Pion blanc sur case noire b4 · Pion blanc sur case blanche e4 · Cavalier noir sur case noire f4 · Tour noire sur case noire e3 · Pion blanc sur case blanche f3 · Pion blanc sur case noire g3 · Pion blanc sur case blanche h3 · Roi blanc sur case noire h2 | Dame blanche sur case blanche c8 · Tour blanche sur case blanche f7 · Pion noir sur case noire g7 · Roi noir sur case blanche h7 · Pion noir sur case blanche b5 · Pion noir sur case noire e5 · Dame noire sur case noire g5 · Pion noir sur case blanche h5 · Pion blanc sur case noire b4 · Pion blanc sur case blanche e4 · Cavalier noir sur case noire f4 · Tour noire sur case noire e3 · Pion blanc sur case blanche f3 · Pion blanc sur case noire g3 · Pion blanc sur case blanche h3 · Roi blanc sur case noire h2 | Dame blanche sur case blanche c8 · Tour blanche sur case blanche f7 · Pion noir sur case noire g7 · Roi noir sur case blanche h7 · Pion noir sur case blanche b5 · Pion noir sur case noire e5 · Dame noire sur case noire g5 · Pion noir sur case blanche h5 · Pion blanc sur case noire b4 · Pion blanc sur case blanche e4 · Cavalier noir sur case noire f4 · Tour noire sur case noire e3 · Pion blanc sur case blanche f3 · Pion blanc sur case noire g3 · Pion blanc sur case blanche h3 · Roi blanc sur case noire h2 | Dame blanche sur case blanche c8 · Tour blanche sur case blanche f7 · Pion noir sur case noire g7 · Roi noir sur case blanche h7 · Pion noir sur case blanche b5 · Pion noir sur case noire e5 · Dame noire sur case noire g5 · Pion noir sur case blanche h5 · Pion blanc sur case noire b4 · Pion blanc sur case blanche e4 · Cavalier noir sur case noire f4 · Tour noire sur case noire e3 · Pion blanc sur case blanche f3 · Pion blanc sur case noire g3 · Pion blanc sur case blanche h3 · Roi blanc sur case noire h2 | Dame blanche sur case blanche c8 · Tour blanche sur case blanche f7 · Pion noir sur case noire g7 · Roi noir sur case blanche h7 · Pion noir sur case blanche b5 · Pion noir sur case noire e5 · Dame noire sur case noire g5 · Pion noir sur case blanche h5 · Pion blanc sur case noire b4 · Pion blanc sur case blanche e4 · Cavalier noir sur case noire f4 · Tour noire sur case noire e3 · Pion blanc sur case blanche f3 · Pion blanc sur case noire g3 · Pion blanc sur case blanche h3 · Roi blanc sur case noire h2 | 7 |
| 6 | Dame blanche sur case blanche c8 · Tour blanche sur case blanche f7 · Pion noir sur case noire g7 · Roi noir sur case blanche h7 · Pion noir sur case blanche b5 · Pion noir sur case noire e5 · Dame noire sur case noire g5 · Pion noir sur case blanche h5 · Pion blanc sur case noire b4 · Pion blanc sur case blanche e4 · Cavalier noir sur case noire f4 · Tour noire sur case noire e3 · Pion blanc sur case blanche f3 · Pion blanc sur case noire g3 · Pion blanc sur case blanche h3 · Roi blanc sur case noire h2 | Dame blanche sur case blanche c8 · Tour blanche sur case blanche f7 · Pion noir sur case noire g7 · Roi noir sur case blanche h7 · Pion noir sur case blanche b5 · Pion noir sur case noire e5 · Dame noire sur case noire g5 · Pion noir sur case blanche h5 · Pion blanc sur case noire b4 · Pion blanc sur case blanche e4 · Cavalier noir sur case noire f4 · Tour noire sur case noire e3 · Pion blanc sur case blanche f3 · Pion blanc sur case noire g3 · Pion blanc sur case blanche h3 · Roi blanc sur case noire h2 | Dame blanche sur case blanche c8 · Tour blanche sur case blanche f7 · Pion noir sur case noire g7 · Roi noir sur case blanche h7 · Pion noir sur case blanche b5 · Pion noir sur case noire e5 · Dame noire sur case noire g5 · Pion noir sur case blanche h5 · Pion blanc sur case noire b4 · Pion blanc sur case blanche e4 · Cavalier noir sur case noire f4 · Tour noire sur case noire e3 · Pion blanc sur case blanche f3 · Pion blanc sur case noire g3 · Pion blanc sur case blanche h3 · Roi blanc sur case noire h2 | Dame blanche sur case blanche c8 · Tour blanche sur case blanche f7 · Pion noir sur case noire g7 · Roi noir sur case blanche h7 · Pion noir sur case blanche b5 · Pion noir sur case noire e5 · Dame noire sur case noire g5 · Pion noir sur case blanche h5 · Pion blanc sur case noire b4 · Pion blanc sur case blanche e4 · Cavalier noir sur case noire f4 · Tour noire sur case noire e3 · Pion blanc sur case blanche f3 · Pion blanc sur case noire g3 · Pion blanc sur case blanche h3 · Roi blanc sur case noire h2 | Dame blanche sur case blanche c8 · Tour blanche sur case blanche f7 · Pion noir sur case noire g7 · Roi noir sur case blanche h7 · Pion noir sur case blanche b5 · Pion noir sur case noire e5 · Dame noire sur case noire g5 · Pion noir sur case blanche h5 · Pion blanc sur case noire b4 · Pion blanc sur case blanche e4 · Cavalier noir sur case noire f4 · Tour noire sur case noire e3 · Pion blanc sur case blanche f3 · Pion blanc sur case noire g3 · Pion blanc sur case blanche h3 · Roi blanc sur case noire h2 | Dame blanche sur case blanche c8 · Tour blanche sur case blanche f7 · Pion noir sur case noire g7 · Roi noir sur case blanche h7 · Pion noir sur case blanche b5 · Pion noir sur case noire e5 · Dame noire sur case noire g5 · Pion noir sur case blanche h5 · Pion blanc sur case noire b4 · Pion blanc sur case blanche e4 · Cavalier noir sur case noire f4 · Tour noire sur case noire e3 · Pion blanc sur case blanche f3 · Pion blanc sur case noire g3 · Pion blanc sur case blanche h3 · Roi blanc sur case noire h2 | Dame blanche sur case blanche c8 · Tour blanche sur case blanche f7 · Pion noir sur case noire g7 · Roi noir sur case blanche h7 · Pion noir sur case blanche b5 · Pion noir sur case noire e5 · Dame noire sur case noire g5 · Pion noir sur case blanche h5 · Pion blanc sur case noire b4 · Pion blanc sur case blanche e4 · Cavalier noir sur case noire f4 · Tour noire sur case noire e3 · Pion blanc sur case blanche f3 · Pion blanc sur case noire g3 · Pion blanc sur case blanche h3 · Roi blanc sur case noire h2 | Dame blanche sur case blanche c8 · Tour blanche sur case blanche f7 · Pion noir sur case noire g7 · Roi noir sur case blanche h7 · Pion noir sur case blanche b5 · Pion noir sur case noire e5 · Dame noire sur case noire g5 · Pion noir sur case blanche h5 · Pion blanc sur case noire b4 · Pion blanc sur case blanche e4 · Cavalier noir sur case noire f4 · Tour noire sur case noire e3 · Pion blanc sur case blanche f3 · Pion blanc sur case noire g3 · Pion blanc sur case blanche h3 · Roi blanc sur case noire h2 | 6 |
| 5 | Dame blanche sur case blanche c8 · Tour blanche sur case blanche f7 · Pion noir sur case noire g7 · Roi noir sur case blanche h7 · Pion noir sur case blanche b5 · Pion noir sur case noire e5 · Dame noire sur case noire g5 · Pion noir sur case blanche h5 · Pion blanc sur case noire b4 · Pion blanc sur case blanche e4 · Cavalier noir sur case noire f4 · Tour noire sur case noire e3 · Pion blanc sur case blanche f3 · Pion blanc sur case noire g3 · Pion blanc sur case blanche h3 · Roi blanc sur case noire h2 | Dame blanche sur case blanche c8 · Tour blanche sur case blanche f7 · Pion noir sur case noire g7 · Roi noir sur case blanche h7 · Pion noir sur case blanche b5 · Pion noir sur case noire e5 · Dame noire sur case noire g5 · Pion noir sur case blanche h5 · Pion blanc sur case noire b4 · Pion blanc sur case blanche e4 · Cavalier noir sur case noire f4 · Tour noire sur case noire e3 · Pion blanc sur case blanche f3 · Pion blanc sur case noire g3 · Pion blanc sur case blanche h3 · Roi blanc sur case noire h2 | Dame blanche sur case blanche c8 · Tour blanche sur case blanche f7 · Pion noir sur case noire g7 · Roi noir sur case blanche h7 · Pion noir sur case blanche b5 · Pion noir sur case noire e5 · Dame noire sur case noire g5 · Pion noir sur case blanche h5 · Pion blanc sur case noire b4 · Pion blanc sur case blanche e4 · Cavalier noir sur case noire f4 · Tour noire sur case noire e3 · Pion blanc sur case blanche f3 · Pion blanc sur case noire g3 · Pion blanc sur case blanche h3 · Roi blanc sur case noire h2 | Dame blanche sur case blanche c8 · Tour blanche sur case blanche f7 · Pion noir sur case noire g7 · Roi noir sur case blanche h7 · Pion noir sur case blanche b5 · Pion noir sur case noire e5 · Dame noire sur case noire g5 · Pion noir sur case blanche h5 · Pion blanc sur case noire b4 · Pion blanc sur case blanche e4 · Cavalier noir sur case noire f4 · Tour noire sur case noire e3 · Pion blanc sur case blanche f3 · Pion blanc sur case noire g3 · Pion blanc sur case blanche h3 · Roi blanc sur case noire h2 | Dame blanche sur case blanche c8 · Tour blanche sur case blanche f7 · Pion noir sur case noire g7 · Roi noir sur case blanche h7 · Pion noir sur case blanche b5 · Pion noir sur case noire e5 · Dame noire sur case noire g5 · Pion noir sur case blanche h5 · Pion blanc sur case noire b4 · Pion blanc sur case blanche e4 · Cavalier noir sur case noire f4 · Tour noire sur case noire e3 · Pion blanc sur case blanche f3 · Pion blanc sur case noire g3 · Pion blanc sur case blanche h3 · Roi blanc sur case noire h2 | Dame blanche sur case blanche c8 · Tour blanche sur case blanche f7 · Pion noir sur case noire g7 · Roi noir sur case blanche h7 · Pion noir sur case blanche b5 · Pion noir sur case noire e5 · Dame noire sur case noire g5 · Pion noir sur case blanche h5 · Pion blanc sur case noire b4 · Pion blanc sur case blanche e4 · Cavalier noir sur case noire f4 · Tour noire sur case noire e3 · Pion blanc sur case blanche f3 · Pion blanc sur case noire g3 · Pion blanc sur case blanche h3 · Roi blanc sur case noire h2 | Dame blanche sur case blanche c8 · Tour blanche sur case blanche f7 · Pion noir sur case noire g7 · Roi noir sur case blanche h7 · Pion noir sur case blanche b5 · Pion noir sur case noire e5 · Dame noire sur case noire g5 · Pion noir sur case blanche h5 · Pion blanc sur case noire b4 · Pion blanc sur case blanche e4 · Cavalier noir sur case noire f4 · Tour noire sur case noire e3 · Pion blanc sur case blanche f3 · Pion blanc sur case noire g3 · Pion blanc sur case blanche h3 · Roi blanc sur case noire h2 | Dame blanche sur case blanche c8 · Tour blanche sur case blanche f7 · Pion noir sur case noire g7 · Roi noir sur case blanche h7 · Pion noir sur case blanche b5 · Pion noir sur case noire e5 · Dame noire sur case noire g5 · Pion noir sur case blanche h5 · Pion blanc sur case noire b4 · Pion blanc sur case blanche e4 · Cavalier noir sur case noire f4 · Tour noire sur case noire e3 · Pion blanc sur case blanche f3 · Pion blanc sur case noire g3 · Pion blanc sur case blanche h3 · Roi blanc sur case noire h2 | 5 |
| 4 | Dame blanche sur case blanche c8 · Tour blanche sur case blanche f7 · Pion noir sur case noire g7 · Roi noir sur case blanche h7 · Pion noir sur case blanche b5 · Pion noir sur case noire e5 · Dame noire sur case noire g5 · Pion noir sur case blanche h5 · Pion blanc sur case noire b4 · Pion blanc sur case blanche e4 · Cavalier noir sur case noire f4 · Tour noire sur case noire e3 · Pion blanc sur case blanche f3 · Pion blanc sur case noire g3 · Pion blanc sur case blanche h3 · Roi blanc sur case noire h2 | Dame blanche sur case blanche c8 · Tour blanche sur case blanche f7 · Pion noir sur case noire g7 · Roi noir sur case blanche h7 · Pion noir sur case blanche b5 · Pion noir sur case noire e5 · Dame noire sur case noire g5 · Pion noir sur case blanche h5 · Pion blanc sur case noire b4 · Pion blanc sur case blanche e4 · Cavalier noir sur case noire f4 · Tour noire sur case noire e3 · Pion blanc sur case blanche f3 · Pion blanc sur case noire g3 · Pion blanc sur case blanche h3 · Roi blanc sur case noire h2 | Dame blanche sur case blanche c8 · Tour blanche sur case blanche f7 · Pion noir sur case noire g7 · Roi noir sur case blanche h7 · Pion noir sur case blanche b5 · Pion noir sur case noire e5 · Dame noire sur case noire g5 · Pion noir sur case blanche h5 · Pion blanc sur case noire b4 · Pion blanc sur case blanche e4 · Cavalier noir sur case noire f4 · Tour noire sur case noire e3 · Pion blanc sur case blanche f3 · Pion blanc sur case noire g3 · Pion blanc sur case blanche h3 · Roi blanc sur case noire h2 | Dame blanche sur case blanche c8 · Tour blanche sur case blanche f7 · Pion noir sur case noire g7 · Roi noir sur case blanche h7 · Pion noir sur case blanche b5 · Pion noir sur case noire e5 · Dame noire sur case noire g5 · Pion noir sur case blanche h5 · Pion blanc sur case noire b4 · Pion blanc sur case blanche e4 · Cavalier noir sur case noire f4 · Tour noire sur case noire e3 · Pion blanc sur case blanche f3 · Pion blanc sur case noire g3 · Pion blanc sur case blanche h3 · Roi blanc sur case noire h2 | Dame blanche sur case blanche c8 · Tour blanche sur case blanche f7 · Pion noir sur case noire g7 · Roi noir sur case blanche h7 · Pion noir sur case blanche b5 · Pion noir sur case noire e5 · Dame noire sur case noire g5 · Pion noir sur case blanche h5 · Pion blanc sur case noire b4 · Pion blanc sur case blanche e4 · Cavalier noir sur case noire f4 · Tour noire sur case noire e3 · Pion blanc sur case blanche f3 · Pion blanc sur case noire g3 · Pion blanc sur case blanche h3 · Roi blanc sur case noire h2 | Dame blanche sur case blanche c8 · Tour blanche sur case blanche f7 · Pion noir sur case noire g7 · Roi noir sur case blanche h7 · Pion noir sur case blanche b5 · Pion noir sur case noire e5 · Dame noire sur case noire g5 · Pion noir sur case blanche h5 · Pion blanc sur case noire b4 · Pion blanc sur case blanche e4 · Cavalier noir sur case noire f4 · Tour noire sur case noire e3 · Pion blanc sur case blanche f3 · Pion blanc sur case noire g3 · Pion blanc sur case blanche h3 · Roi blanc sur case noire h2 | Dame blanche sur case blanche c8 · Tour blanche sur case blanche f7 · Pion noir sur case noire g7 · Roi noir sur case blanche h7 · Pion noir sur case blanche b5 · Pion noir sur case noire e5 · Dame noire sur case noire g5 · Pion noir sur case blanche h5 · Pion blanc sur case noire b4 · Pion blanc sur case blanche e4 · Cavalier noir sur case noire f4 · Tour noire sur case noire e3 · Pion blanc sur case blanche f3 · Pion blanc sur case noire g3 · Pion blanc sur case blanche h3 · Roi blanc sur case noire h2 | Dame blanche sur case blanche c8 · Tour blanche sur case blanche f7 · Pion noir sur case noire g7 · Roi noir sur case blanche h7 · Pion noir sur case blanche b5 · Pion noir sur case noire e5 · Dame noire sur case noire g5 · Pion noir sur case blanche h5 · Pion blanc sur case noire b4 · Pion blanc sur case blanche e4 · Cavalier noir sur case noire f4 · Tour noire sur case noire e3 · Pion blanc sur case blanche f3 · Pion blanc sur case noire g3 · Pion blanc sur case blanche h3 · Roi blanc sur case noire h2 | 4 |
| 3 | Dame blanche sur case blanche c8 · Tour blanche sur case blanche f7 · Pion noir sur case noire g7 · Roi noir sur case blanche h7 · Pion noir sur case blanche b5 · Pion noir sur case noire e5 · Dame noire sur case noire g5 · Pion noir sur case blanche h5 · Pion blanc sur case noire b4 · Pion blanc sur case blanche e4 · Cavalier noir sur case noire f4 · Tour noire sur case noire e3 · Pion blanc sur case blanche f3 · Pion blanc sur case noire g3 · Pion blanc sur case blanche h3 · Roi blanc sur case noire h2 | Dame blanche sur case blanche c8 · Tour blanche sur case blanche f7 · Pion noir sur case noire g7 · Roi noir sur case blanche h7 · Pion noir sur case blanche b5 · Pion noir sur case noire e5 · Dame noire sur case noire g5 · Pion noir sur case blanche h5 · Pion blanc sur case noire b4 · Pion blanc sur case blanche e4 · Cavalier noir sur case noire f4 · Tour noire sur case noire e3 · Pion blanc sur case blanche f3 · Pion blanc sur case noire g3 · Pion blanc sur case blanche h3 · Roi blanc sur case noire h2 | Dame blanche sur case blanche c8 · Tour blanche sur case blanche f7 · Pion noir sur case noire g7 · Roi noir sur case blanche h7 · Pion noir sur case blanche b5 · Pion noir sur case noire e5 · Dame noire sur case noire g5 · Pion noir sur case blanche h5 · Pion blanc sur case noire b4 · Pion blanc sur case blanche e4 · Cavalier noir sur case noire f4 · Tour noire sur case noire e3 · Pion blanc sur case blanche f3 · Pion blanc sur case noire g3 · Pion blanc sur case blanche h3 · Roi blanc sur case noire h2 | Dame blanche sur case blanche c8 · Tour blanche sur case blanche f7 · Pion noir sur case noire g7 · Roi noir sur case blanche h7 · Pion noir sur case blanche b5 · Pion noir sur case noire e5 · Dame noire sur case noire g5 · Pion noir sur case blanche h5 · Pion blanc sur case noire b4 · Pion blanc sur case blanche e4 · Cavalier noir sur case noire f4 · Tour noire sur case noire e3 · Pion blanc sur case blanche f3 · Pion blanc sur case noire g3 · Pion blanc sur case blanche h3 · Roi blanc sur case noire h2 | Dame blanche sur case blanche c8 · Tour blanche sur case blanche f7 · Pion noir sur case noire g7 · Roi noir sur case blanche h7 · Pion noir sur case blanche b5 · Pion noir sur case noire e5 · Dame noire sur case noire g5 · Pion noir sur case blanche h5 · Pion blanc sur case noire b4 · Pion blanc sur case blanche e4 · Cavalier noir sur case noire f4 · Tour noire sur case noire e3 · Pion blanc sur case blanche f3 · Pion blanc sur case noire g3 · Pion blanc sur case blanche h3 · Roi blanc sur case noire h2 | Dame blanche sur case blanche c8 · Tour blanche sur case blanche f7 · Pion noir sur case noire g7 · Roi noir sur case blanche h7 · Pion noir sur case blanche b5 · Pion noir sur case noire e5 · Dame noire sur case noire g5 · Pion noir sur case blanche h5 · Pion blanc sur case noire b4 · Pion blanc sur case blanche e4 · Cavalier noir sur case noire f4 · Tour noire sur case noire e3 · Pion blanc sur case blanche f3 · Pion blanc sur case noire g3 · Pion blanc sur case blanche h3 · Roi blanc sur case noire h2 | Dame blanche sur case blanche c8 · Tour blanche sur case blanche f7 · Pion noir sur case noire g7 · Roi noir sur case blanche h7 · Pion noir sur case blanche b5 · Pion noir sur case noire e5 · Dame noire sur case noire g5 · Pion noir sur case blanche h5 · Pion blanc sur case noire b4 · Pion blanc sur case blanche e4 · Cavalier noir sur case noire f4 · Tour noire sur case noire e3 · Pion blanc sur case blanche f3 · Pion blanc sur case noire g3 · Pion blanc sur case blanche h3 · Roi blanc sur case noire h2 | Dame blanche sur case blanche c8 · Tour blanche sur case blanche f7 · Pion noir sur case noire g7 · Roi noir sur case blanche h7 · Pion noir sur case blanche b5 · Pion noir sur case noire e5 · Dame noire sur case noire g5 · Pion noir sur case blanche h5 · Pion blanc sur case noire b4 · Pion blanc sur case blanche e4 · Cavalier noir sur case noire f4 · Tour noire sur case noire e3 · Pion blanc sur case blanche f3 · Pion blanc sur case noire g3 · Pion blanc sur case blanche h3 · Roi blanc sur case noire h2 | 3 |
| 2 | Dame blanche sur case blanche c8 · Tour blanche sur case blanche f7 · Pion noir sur case noire g7 · Roi noir sur case blanche h7 · Pion noir sur case blanche b5 · Pion noir sur case noire e5 · Dame noire sur case noire g5 · Pion noir sur case blanche h5 · Pion blanc sur case noire b4 · Pion blanc sur case blanche e4 · Cavalier noir sur case noire f4 · Tour noire sur case noire e3 · Pion blanc sur case blanche f3 · Pion blanc sur case noire g3 · Pion blanc sur case blanche h3 · Roi blanc sur case noire h2 | Dame blanche sur case blanche c8 · Tour blanche sur case blanche f7 · Pion noir sur case noire g7 · Roi noir sur case blanche h7 · Pion noir sur case blanche b5 · Pion noir sur case noire e5 · Dame noire sur case noire g5 · Pion noir sur case blanche h5 · Pion blanc sur case noire b4 · Pion blanc sur case blanche e4 · Cavalier noir sur case noire f4 · Tour noire sur case noire e3 · Pion blanc sur case blanche f3 · Pion blanc sur case noire g3 · Pion blanc sur case blanche h3 · Roi blanc sur case noire h2 | Dame blanche sur case blanche c8 · Tour blanche sur case blanche f7 · Pion noir sur case noire g7 · Roi noir sur case blanche h7 · Pion noir sur case blanche b5 · Pion noir sur case noire e5 · Dame noire sur case noire g5 · Pion noir sur case blanche h5 · Pion blanc sur case noire b4 · Pion blanc sur case blanche e4 · Cavalier noir sur case noire f4 · Tour noire sur case noire e3 · Pion blanc sur case blanche f3 · Pion blanc sur case noire g3 · Pion blanc sur case blanche h3 · Roi blanc sur case noire h2 | Dame blanche sur case blanche c8 · Tour blanche sur case blanche f7 · Pion noir sur case noire g7 · Roi noir sur case blanche h7 · Pion noir sur case blanche b5 · Pion noir sur case noire e5 · Dame noire sur case noire g5 · Pion noir sur case blanche h5 · Pion blanc sur case noire b4 · Pion blanc sur case blanche e4 · Cavalier noir sur case noire f4 · Tour noire sur case noire e3 · Pion blanc sur case blanche f3 · Pion blanc sur case noire g3 · Pion blanc sur case blanche h3 · Roi blanc sur case noire h2 | Dame blanche sur case blanche c8 · Tour blanche sur case blanche f7 · Pion noir sur case noire g7 · Roi noir sur case blanche h7 · Pion noir sur case blanche b5 · Pion noir sur case noire e5 · Dame noire sur case noire g5 · Pion noir sur case blanche h5 · Pion blanc sur case noire b4 · Pion blanc sur case blanche e4 · Cavalier noir sur case noire f4 · Tour noire sur case noire e3 · Pion blanc sur case blanche f3 · Pion blanc sur case noire g3 · Pion blanc sur case blanche h3 · Roi blanc sur case noire h2 | Dame blanche sur case blanche c8 · Tour blanche sur case blanche f7 · Pion noir sur case noire g7 · Roi noir sur case blanche h7 · Pion noir sur case blanche b5 · Pion noir sur case noire e5 · Dame noire sur case noire g5 · Pion noir sur case blanche h5 · Pion blanc sur case noire b4 · Pion blanc sur case blanche e4 · Cavalier noir sur case noire f4 · Tour noire sur case noire e3 · Pion blanc sur case blanche f3 · Pion blanc sur case noire g3 · Pion blanc sur case blanche h3 · Roi blanc sur case noire h2 | Dame blanche sur case blanche c8 · Tour blanche sur case blanche f7 · Pion noir sur case noire g7 · Roi noir sur case blanche h7 · Pion noir sur case blanche b5 · Pion noir sur case noire e5 · Dame noire sur case noire g5 · Pion noir sur case blanche h5 · Pion blanc sur case noire b4 · Pion blanc sur case blanche e4 · Cavalier noir sur case noire f4 · Tour noire sur case noire e3 · Pion blanc sur case blanche f3 · Pion blanc sur case noire g3 · Pion blanc sur case blanche h3 · Roi blanc sur case noire h2 | Dame blanche sur case blanche c8 · Tour blanche sur case blanche f7 · Pion noir sur case noire g7 · Roi noir sur case blanche h7 · Pion noir sur case blanche b5 · Pion noir sur case noire e5 · Dame noire sur case noire g5 · Pion noir sur case blanche h5 · Pion blanc sur case noire b4 · Pion blanc sur case blanche e4 · Cavalier noir sur case noire f4 · Tour noire sur case noire e3 · Pion blanc sur case blanche f3 · Pion blanc sur case noire g3 · Pion blanc sur case blanche h3 · Roi blanc sur case noire h2 | 2 |
| 1 | Dame blanche sur case blanche c8 · Tour blanche sur case blanche f7 · Pion noir sur case noire g7 · Roi noir sur case blanche h7 · Pion noir sur case blanche b5 · Pion noir sur case noire e5 · Dame noire sur case noire g5 · Pion noir sur case blanche h5 · Pion blanc sur case noire b4 · Pion blanc sur case blanche e4 · Cavalier noir sur case noire f4 · Tour noire sur case noire e3 · Pion blanc sur case blanche f3 · Pion blanc sur case noire g3 · Pion blanc sur case blanche h3 · Roi blanc sur case noire h2 | Dame blanche sur case blanche c8 · Tour blanche sur case blanche f7 · Pion noir sur case noire g7 · Roi noir sur case blanche h7 · Pion noir sur case blanche b5 · Pion noir sur case noire e5 · Dame noire sur case noire g5 · Pion noir sur case blanche h5 · Pion blanc sur case noire b4 · Pion blanc sur case blanche e4 · Cavalier noir sur case noire f4 · Tour noire sur case noire e3 · Pion blanc sur case blanche f3 · Pion blanc sur case noire g3 · Pion blanc sur case blanche h3 · Roi blanc sur case noire h2 | Dame blanche sur case blanche c8 · Tour blanche sur case blanche f7 · Pion noir sur case noire g7 · Roi noir sur case blanche h7 · Pion noir sur case blanche b5 · Pion noir sur case noire e5 · Dame noire sur case noire g5 · Pion noir sur case blanche h5 · Pion blanc sur case noire b4 · Pion blanc sur case blanche e4 · Cavalier noir sur case noire f4 · Tour noire sur case noire e3 · Pion blanc sur case blanche f3 · Pion blanc sur case noire g3 · Pion blanc sur case blanche h3 · Roi blanc sur case noire h2 | Dame blanche sur case blanche c8 · Tour blanche sur case blanche f7 · Pion noir sur case noire g7 · Roi noir sur case blanche h7 · Pion noir sur case blanche b5 · Pion noir sur case noire e5 · Dame noire sur case noire g5 · Pion noir sur case blanche h5 · Pion blanc sur case noire b4 · Pion blanc sur case blanche e4 · Cavalier noir sur case noire f4 · Tour noire sur case noire e3 · Pion blanc sur case blanche f3 · Pion blanc sur case noire g3 · Pion blanc sur case blanche h3 · Roi blanc sur case noire h2 | Dame blanche sur case blanche c8 · Tour blanche sur case blanche f7 · Pion noir sur case noire g7 · Roi noir sur case blanche h7 · Pion noir sur case blanche b5 · Pion noir sur case noire e5 · Dame noire sur case noire g5 · Pion noir sur case blanche h5 · Pion blanc sur case noire b4 · Pion blanc sur case blanche e4 · Cavalier noir sur case noire f4 · Tour noire sur case noire e3 · Pion blanc sur case blanche f3 · Pion blanc sur case noire g3 · Pion blanc sur case blanche h3 · Roi blanc sur case noire h2 | Dame blanche sur case blanche c8 · Tour blanche sur case blanche f7 · Pion noir sur case noire g7 · Roi noir sur case blanche h7 · Pion noir sur case blanche b5 · Pion noir sur case noire e5 · Dame noire sur case noire g5 · Pion noir sur case blanche h5 · Pion blanc sur case noire b4 · Pion blanc sur case blanche e4 · Cavalier noir sur case noire f4 · Tour noire sur case noire e3 · Pion blanc sur case blanche f3 · Pion blanc sur case noire g3 · Pion blanc sur case blanche h3 · Roi blanc sur case noire h2 | Dame blanche sur case blanche c8 · Tour blanche sur case blanche f7 · Pion noir sur case noire g7 · Roi noir sur case blanche h7 · Pion noir sur case blanche b5 · Pion noir sur case noire e5 · Dame noire sur case noire g5 · Pion noir sur case blanche h5 · Pion blanc sur case noire b4 · Pion blanc sur case blanche e4 · Cavalier noir sur case noire f4 · Tour noire sur case noire e3 · Pion blanc sur case blanche f3 · Pion blanc sur case noire g3 · Pion blanc sur case blanche h3 · Roi blanc sur case noire h2 | Dame blanche sur case blanche c8 · Tour blanche sur case blanche f7 · Pion noir sur case noire g7 · Roi noir sur case blanche h7 · Pion noir sur case blanche b5 · Pion noir sur case noire e5 · Dame noire sur case noire g5 · Pion noir sur case blanche h5 · Pion blanc sur case noire b4 · Pion blanc sur case blanche e4 · Cavalier noir sur case noire f4 · Tour noire sur case noire e3 · Pion blanc sur case blanche f3 · Pion blanc sur case noire g3 · Pion blanc sur case blanche h3 · Roi blanc sur case noire h2 | 1 |
|   | a | b | c | d | e | f | g | h |   |

|   | a | b | c | d | e | f | g | h |   |
| 8 | Roi noir sur case blanche g8 · Tour blanche sur case noire g7 · Pion noir sur case blanche b5 · Pion noir sur case noire e5 · Pion noir sur case blanche h5 · Pion blanc sur case noire b4 · Pion blanc sur case blanche e4 · Cavalier noir sur case noire f4 · Pion blanc sur case noire h4 · Pion blanc sur case blanche f3 · Dame noire sur case noire g3 · Tour noire sur case blanche e2 · Roi blanc sur case blanche h1 | Roi noir sur case blanche g8 · Tour blanche sur case noire g7 · Pion noir sur case blanche b5 · Pion noir sur case noire e5 · Pion noir sur case blanche h5 · Pion blanc sur case noire b4 · Pion blanc sur case blanche e4 · Cavalier noir sur case noire f4 · Pion blanc sur case noire h4 · Pion blanc sur case blanche f3 · Dame noire sur case noire g3 · Tour noire sur case blanche e2 · Roi blanc sur case blanche h1 | Roi noir sur case blanche g8 · Tour blanche sur case noire g7 · Pion noir sur case blanche b5 · Pion noir sur case noire e5 · Pion noir sur case blanche h5 · Pion blanc sur case noire b4 · Pion blanc sur case blanche e4 · Cavalier noir sur case noire f4 · Pion blanc sur case noire h4 · Pion blanc sur case blanche f3 · Dame noire sur case noire g3 · Tour noire sur case blanche e2 · Roi blanc sur case blanche h1 | Roi noir sur case blanche g8 · Tour blanche sur case noire g7 · Pion noir sur case blanche b5 · Pion noir sur case noire e5 · Pion noir sur case blanche h5 · Pion blanc sur case noire b4 · Pion blanc sur case blanche e4 · Cavalier noir sur case noire f4 · Pion blanc sur case noire h4 · Pion blanc sur case blanche f3 · Dame noire sur case noire g3 · Tour noire sur case blanche e2 · Roi blanc sur case blanche h1 | Roi noir sur case blanche g8 · Tour blanche sur case noire g7 · Pion noir sur case blanche b5 · Pion noir sur case noire e5 · Pion noir sur case blanche h5 · Pion blanc sur case noire b4 · Pion blanc sur case blanche e4 · Cavalier noir sur case noire f4 · Pion blanc sur case noire h4 · Pion blanc sur case blanche f3 · Dame noire sur case noire g3 · Tour noire sur case blanche e2 · Roi blanc sur case blanche h1 | Roi noir sur case blanche g8 · Tour blanche sur case noire g7 · Pion noir sur case blanche b5 · Pion noir sur case noire e5 · Pion noir sur case blanche h5 · Pion blanc sur case noire b4 · Pion blanc sur case blanche e4 · Cavalier noir sur case noire f4 · Pion blanc sur case noire h4 · Pion blanc sur case blanche f3 · Dame noire sur case noire g3 · Tour noire sur case blanche e2 · Roi blanc sur case blanche h1 | Roi noir sur case blanche g8 · Tour blanche sur case noire g7 · Pion noir sur case blanche b5 · Pion noir sur case noire e5 · Pion noir sur case blanche h5 · Pion blanc sur case noire b4 · Pion blanc sur case blanche e4 · Cavalier noir sur case noire f4 · Pion blanc sur case noire h4 · Pion blanc sur case blanche f3 · Dame noire sur case noire g3 · Tour noire sur case blanche e2 · Roi blanc sur case blanche h1 | Roi noir sur case blanche g8 · Tour blanche sur case noire g7 · Pion noir sur case blanche b5 · Pion noir sur case noire e5 · Pion noir sur case blanche h5 · Pion blanc sur case noire b4 · Pion blanc sur case blanche e4 · Cavalier noir sur case noire f4 · Pion blanc sur case noire h4 · Pion blanc sur case blanche f3 · Dame noire sur case noire g3 · Tour noire sur case blanche e2 · Roi blanc sur case blanche h1 | 8 |
| 7 | Roi noir sur case blanche g8 · Tour blanche sur case noire g7 · Pion noir sur case blanche b5 · Pion noir sur case noire e5 · Pion noir sur case blanche h5 · Pion blanc sur case noire b4 · Pion blanc sur case blanche e4 · Cavalier noir sur case noire f4 · Pion blanc sur case noire h4 · Pion blanc sur case blanche f3 · Dame noire sur case noire g3 · Tour noire sur case blanche e2 · Roi blanc sur case blanche h1 | Roi noir sur case blanche g8 · Tour blanche sur case noire g7 · Pion noir sur case blanche b5 · Pion noir sur case noire e5 · Pion noir sur case blanche h5 · Pion blanc sur case noire b4 · Pion blanc sur case blanche e4 · Cavalier noir sur case noire f4 · Pion blanc sur case noire h4 · Pion blanc sur case blanche f3 · Dame noire sur case noire g3 · Tour noire sur case blanche e2 · Roi blanc sur case blanche h1 | Roi noir sur case blanche g8 · Tour blanche sur case noire g7 · Pion noir sur case blanche b5 · Pion noir sur case noire e5 · Pion noir sur case blanche h5 · Pion blanc sur case noire b4 · Pion blanc sur case blanche e4 · Cavalier noir sur case noire f4 · Pion blanc sur case noire h4 · Pion blanc sur case blanche f3 · Dame noire sur case noire g3 · Tour noire sur case blanche e2 · Roi blanc sur case blanche h1 | Roi noir sur case blanche g8 · Tour blanche sur case noire g7 · Pion noir sur case blanche b5 · Pion noir sur case noire e5 · Pion noir sur case blanche h5 · Pion blanc sur case noire b4 · Pion blanc sur case blanche e4 · Cavalier noir sur case noire f4 · Pion blanc sur case noire h4 · Pion blanc sur case blanche f3 · Dame noire sur case noire g3 · Tour noire sur case blanche e2 · Roi blanc sur case blanche h1 | Roi noir sur case blanche g8 · Tour blanche sur case noire g7 · Pion noir sur case blanche b5 · Pion noir sur case noire e5 · Pion noir sur case blanche h5 · Pion blanc sur case noire b4 · Pion blanc sur case blanche e4 · Cavalier noir sur case noire f4 · Pion blanc sur case noire h4 · Pion blanc sur case blanche f3 · Dame noire sur case noire g3 · Tour noire sur case blanche e2 · Roi blanc sur case blanche h1 | Roi noir sur case blanche g8 · Tour blanche sur case noire g7 · Pion noir sur case blanche b5 · Pion noir sur case noire e5 · Pion noir sur case blanche h5 · Pion blanc sur case noire b4 · Pion blanc sur case blanche e4 · Cavalier noir sur case noire f4 · Pion blanc sur case noire h4 · Pion blanc sur case blanche f3 · Dame noire sur case noire g3 · Tour noire sur case blanche e2 · Roi blanc sur case blanche h1 | Roi noir sur case blanche g8 · Tour blanche sur case noire g7 · Pion noir sur case blanche b5 · Pion noir sur case noire e5 · Pion noir sur case blanche h5 · Pion blanc sur case noire b4 · Pion blanc sur case blanche e4 · Cavalier noir sur case noire f4 · Pion blanc sur case noire h4 · Pion blanc sur case blanche f3 · Dame noire sur case noire g3 · Tour noire sur case blanche e2 · Roi blanc sur case blanche h1 | Roi noir sur case blanche g8 · Tour blanche sur case noire g7 · Pion noir sur case blanche b5 · Pion noir sur case noire e5 · Pion noir sur case blanche h5 · Pion blanc sur case noire b4 · Pion blanc sur case blanche e4 · Cavalier noir sur case noire f4 · Pion blanc sur case noire h4 · Pion blanc sur case blanche f3 · Dame noire sur case noire g3 · Tour noire sur case blanche e2 · Roi blanc sur case blanche h1 | 7 |
| 6 | Roi noir sur case blanche g8 · Tour blanche sur case noire g7 · Pion noir sur case blanche b5 · Pion noir sur case noire e5 · Pion noir sur case blanche h5 · Pion blanc sur case noire b4 · Pion blanc sur case blanche e4 · Cavalier noir sur case noire f4 · Pion blanc sur case noire h4 · Pion blanc sur case blanche f3 · Dame noire sur case noire g3 · Tour noire sur case blanche e2 · Roi blanc sur case blanche h1 | Roi noir sur case blanche g8 · Tour blanche sur case noire g7 · Pion noir sur case blanche b5 · Pion noir sur case noire e5 · Pion noir sur case blanche h5 · Pion blanc sur case noire b4 · Pion blanc sur case blanche e4 · Cavalier noir sur case noire f4 · Pion blanc sur case noire h4 · Pion blanc sur case blanche f3 · Dame noire sur case noire g3 · Tour noire sur case blanche e2 · Roi blanc sur case blanche h1 | Roi noir sur case blanche g8 · Tour blanche sur case noire g7 · Pion noir sur case blanche b5 · Pion noir sur case noire e5 · Pion noir sur case blanche h5 · Pion blanc sur case noire b4 · Pion blanc sur case blanche e4 · Cavalier noir sur case noire f4 · Pion blanc sur case noire h4 · Pion blanc sur case blanche f3 · Dame noire sur case noire g3 · Tour noire sur case blanche e2 · Roi blanc sur case blanche h1 | Roi noir sur case blanche g8 · Tour blanche sur case noire g7 · Pion noir sur case blanche b5 · Pion noir sur case noire e5 · Pion noir sur case blanche h5 · Pion blanc sur case noire b4 · Pion blanc sur case blanche e4 · Cavalier noir sur case noire f4 · Pion blanc sur case noire h4 · Pion blanc sur case blanche f3 · Dame noire sur case noire g3 · Tour noire sur case blanche e2 · Roi blanc sur case blanche h1 | Roi noir sur case blanche g8 · Tour blanche sur case noire g7 · Pion noir sur case blanche b5 · Pion noir sur case noire e5 · Pion noir sur case blanche h5 · Pion blanc sur case noire b4 · Pion blanc sur case blanche e4 · Cavalier noir sur case noire f4 · Pion blanc sur case noire h4 · Pion blanc sur case blanche f3 · Dame noire sur case noire g3 · Tour noire sur case blanche e2 · Roi blanc sur case blanche h1 | Roi noir sur case blanche g8 · Tour blanche sur case noire g7 · Pion noir sur case blanche b5 · Pion noir sur case noire e5 · Pion noir sur case blanche h5 · Pion blanc sur case noire b4 · Pion blanc sur case blanche e4 · Cavalier noir sur case noire f4 · Pion blanc sur case noire h4 · Pion blanc sur case blanche f3 · Dame noire sur case noire g3 · Tour noire sur case blanche e2 · Roi blanc sur case blanche h1 | Roi noir sur case blanche g8 · Tour blanche sur case noire g7 · Pion noir sur case blanche b5 · Pion noir sur case noire e5 · Pion noir sur case blanche h5 · Pion blanc sur case noire b4 · Pion blanc sur case blanche e4 · Cavalier noir sur case noire f4 · Pion blanc sur case noire h4 · Pion blanc sur case blanche f3 · Dame noire sur case noire g3 · Tour noire sur case blanche e2 · Roi blanc sur case blanche h1 | Roi noir sur case blanche g8 · Tour blanche sur case noire g7 · Pion noir sur case blanche b5 · Pion noir sur case noire e5 · Pion noir sur case blanche h5 · Pion blanc sur case noire b4 · Pion blanc sur case blanche e4 · Cavalier noir sur case noire f4 · Pion blanc sur case noire h4 · Pion blanc sur case blanche f3 · Dame noire sur case noire g3 · Tour noire sur case blanche e2 · Roi blanc sur case blanche h1 | 6 |
| 5 | Roi noir sur case blanche g8 · Tour blanche sur case noire g7 · Pion noir sur case blanche b5 · Pion noir sur case noire e5 · Pion noir sur case blanche h5 · Pion blanc sur case noire b4 · Pion blanc sur case blanche e4 · Cavalier noir sur case noire f4 · Pion blanc sur case noire h4 · Pion blanc sur case blanche f3 · Dame noire sur case noire g3 · Tour noire sur case blanche e2 · Roi blanc sur case blanche h1 | Roi noir sur case blanche g8 · Tour blanche sur case noire g7 · Pion noir sur case blanche b5 · Pion noir sur case noire e5 · Pion noir sur case blanche h5 · Pion blanc sur case noire b4 · Pion blanc sur case blanche e4 · Cavalier noir sur case noire f4 · Pion blanc sur case noire h4 · Pion blanc sur case blanche f3 · Dame noire sur case noire g3 · Tour noire sur case blanche e2 · Roi blanc sur case blanche h1 | Roi noir sur case blanche g8 · Tour blanche sur case noire g7 · Pion noir sur case blanche b5 · Pion noir sur case noire e5 · Pion noir sur case blanche h5 · Pion blanc sur case noire b4 · Pion blanc sur case blanche e4 · Cavalier noir sur case noire f4 · Pion blanc sur case noire h4 · Pion blanc sur case blanche f3 · Dame noire sur case noire g3 · Tour noire sur case blanche e2 · Roi blanc sur case blanche h1 | Roi noir sur case blanche g8 · Tour blanche sur case noire g7 · Pion noir sur case blanche b5 · Pion noir sur case noire e5 · Pion noir sur case blanche h5 · Pion blanc sur case noire b4 · Pion blanc sur case blanche e4 · Cavalier noir sur case noire f4 · Pion blanc sur case noire h4 · Pion blanc sur case blanche f3 · Dame noire sur case noire g3 · Tour noire sur case blanche e2 · Roi blanc sur case blanche h1 | Roi noir sur case blanche g8 · Tour blanche sur case noire g7 · Pion noir sur case blanche b5 · Pion noir sur case noire e5 · Pion noir sur case blanche h5 · Pion blanc sur case noire b4 · Pion blanc sur case blanche e4 · Cavalier noir sur case noire f4 · Pion blanc sur case noire h4 · Pion blanc sur case blanche f3 · Dame noire sur case noire g3 · Tour noire sur case blanche e2 · Roi blanc sur case blanche h1 | Roi noir sur case blanche g8 · Tour blanche sur case noire g7 · Pion noir sur case blanche b5 · Pion noir sur case noire e5 · Pion noir sur case blanche h5 · Pion blanc sur case noire b4 · Pion blanc sur case blanche e4 · Cavalier noir sur case noire f4 · Pion blanc sur case noire h4 · Pion blanc sur case blanche f3 · Dame noire sur case noire g3 · Tour noire sur case blanche e2 · Roi blanc sur case blanche h1 | Roi noir sur case blanche g8 · Tour blanche sur case noire g7 · Pion noir sur case blanche b5 · Pion noir sur case noire e5 · Pion noir sur case blanche h5 · Pion blanc sur case noire b4 · Pion blanc sur case blanche e4 · Cavalier noir sur case noire f4 · Pion blanc sur case noire h4 · Pion blanc sur case blanche f3 · Dame noire sur case noire g3 · Tour noire sur case blanche e2 · Roi blanc sur case blanche h1 | Roi noir sur case blanche g8 · Tour blanche sur case noire g7 · Pion noir sur case blanche b5 · Pion noir sur case noire e5 · Pion noir sur case blanche h5 · Pion blanc sur case noire b4 · Pion blanc sur case blanche e4 · Cavalier noir sur case noire f4 · Pion blanc sur case noire h4 · Pion blanc sur case blanche f3 · Dame noire sur case noire g3 · Tour noire sur case blanche e2 · Roi blanc sur case blanche h1 | 5 |
| 4 | Roi noir sur case blanche g8 · Tour blanche sur case noire g7 · Pion noir sur case blanche b5 · Pion noir sur case noire e5 · Pion noir sur case blanche h5 · Pion blanc sur case noire b4 · Pion blanc sur case blanche e4 · Cavalier noir sur case noire f4 · Pion blanc sur case noire h4 · Pion blanc sur case blanche f3 · Dame noire sur case noire g3 · Tour noire sur case blanche e2 · Roi blanc sur case blanche h1 | Roi noir sur case blanche g8 · Tour blanche sur case noire g7 · Pion noir sur case blanche b5 · Pion noir sur case noire e5 · Pion noir sur case blanche h5 · Pion blanc sur case noire b4 · Pion blanc sur case blanche e4 · Cavalier noir sur case noire f4 · Pion blanc sur case noire h4 · Pion blanc sur case blanche f3 · Dame noire sur case noire g3 · Tour noire sur case blanche e2 · Roi blanc sur case blanche h1 | Roi noir sur case blanche g8 · Tour blanche sur case noire g7 · Pion noir sur case blanche b5 · Pion noir sur case noire e5 · Pion noir sur case blanche h5 · Pion blanc sur case noire b4 · Pion blanc sur case blanche e4 · Cavalier noir sur case noire f4 · Pion blanc sur case noire h4 · Pion blanc sur case blanche f3 · Dame noire sur case noire g3 · Tour noire sur case blanche e2 · Roi blanc sur case blanche h1 | Roi noir sur case blanche g8 · Tour blanche sur case noire g7 · Pion noir sur case blanche b5 · Pion noir sur case noire e5 · Pion noir sur case blanche h5 · Pion blanc sur case noire b4 · Pion blanc sur case blanche e4 · Cavalier noir sur case noire f4 · Pion blanc sur case noire h4 · Pion blanc sur case blanche f3 · Dame noire sur case noire g3 · Tour noire sur case blanche e2 · Roi blanc sur case blanche h1 | Roi noir sur case blanche g8 · Tour blanche sur case noire g7 · Pion noir sur case blanche b5 · Pion noir sur case noire e5 · Pion noir sur case blanche h5 · Pion blanc sur case noire b4 · Pion blanc sur case blanche e4 · Cavalier noir sur case noire f4 · Pion blanc sur case noire h4 · Pion blanc sur case blanche f3 · Dame noire sur case noire g3 · Tour noire sur case blanche e2 · Roi blanc sur case blanche h1 | Roi noir sur case blanche g8 · Tour blanche sur case noire g7 · Pion noir sur case blanche b5 · Pion noir sur case noire e5 · Pion noir sur case blanche h5 · Pion blanc sur case noire b4 · Pion blanc sur case blanche e4 · Cavalier noir sur case noire f4 · Pion blanc sur case noire h4 · Pion blanc sur case blanche f3 · Dame noire sur case noire g3 · Tour noire sur case blanche e2 · Roi blanc sur case blanche h1 | Roi noir sur case blanche g8 · Tour blanche sur case noire g7 · Pion noir sur case blanche b5 · Pion noir sur case noire e5 · Pion noir sur case blanche h5 · Pion blanc sur case noire b4 · Pion blanc sur case blanche e4 · Cavalier noir sur case noire f4 · Pion blanc sur case noire h4 · Pion blanc sur case blanche f3 · Dame noire sur case noire g3 · Tour noire sur case blanche e2 · Roi blanc sur case blanche h1 | Roi noir sur case blanche g8 · Tour blanche sur case noire g7 · Pion noir sur case blanche b5 · Pion noir sur case noire e5 · Pion noir sur case blanche h5 · Pion blanc sur case noire b4 · Pion blanc sur case blanche e4 · Cavalier noir sur case noire f4 · Pion blanc sur case noire h4 · Pion blanc sur case blanche f3 · Dame noire sur case noire g3 · Tour noire sur case blanche e2 · Roi blanc sur case blanche h1 | 4 |
| 3 | Roi noir sur case blanche g8 · Tour blanche sur case noire g7 · Pion noir sur case blanche b5 · Pion noir sur case noire e5 · Pion noir sur case blanche h5 · Pion blanc sur case noire b4 · Pion blanc sur case blanche e4 · Cavalier noir sur case noire f4 · Pion blanc sur case noire h4 · Pion blanc sur case blanche f3 · Dame noire sur case noire g3 · Tour noire sur case blanche e2 · Roi blanc sur case blanche h1 | Roi noir sur case blanche g8 · Tour blanche sur case noire g7 · Pion noir sur case blanche b5 · Pion noir sur case noire e5 · Pion noir sur case blanche h5 · Pion blanc sur case noire b4 · Pion blanc sur case blanche e4 · Cavalier noir sur case noire f4 · Pion blanc sur case noire h4 · Pion blanc sur case blanche f3 · Dame noire sur case noire g3 · Tour noire sur case blanche e2 · Roi blanc sur case blanche h1 | Roi noir sur case blanche g8 · Tour blanche sur case noire g7 · Pion noir sur case blanche b5 · Pion noir sur case noire e5 · Pion noir sur case blanche h5 · Pion blanc sur case noire b4 · Pion blanc sur case blanche e4 · Cavalier noir sur case noire f4 · Pion blanc sur case noire h4 · Pion blanc sur case blanche f3 · Dame noire sur case noire g3 · Tour noire sur case blanche e2 · Roi blanc sur case blanche h1 | Roi noir sur case blanche g8 · Tour blanche sur case noire g7 · Pion noir sur case blanche b5 · Pion noir sur case noire e5 · Pion noir sur case blanche h5 · Pion blanc sur case noire b4 · Pion blanc sur case blanche e4 · Cavalier noir sur case noire f4 · Pion blanc sur case noire h4 · Pion blanc sur case blanche f3 · Dame noire sur case noire g3 · Tour noire sur case blanche e2 · Roi blanc sur case blanche h1 | Roi noir sur case blanche g8 · Tour blanche sur case noire g7 · Pion noir sur case blanche b5 · Pion noir sur case noire e5 · Pion noir sur case blanche h5 · Pion blanc sur case noire b4 · Pion blanc sur case blanche e4 · Cavalier noir sur case noire f4 · Pion blanc sur case noire h4 · Pion blanc sur case blanche f3 · Dame noire sur case noire g3 · Tour noire sur case blanche e2 · Roi blanc sur case blanche h1 | Roi noir sur case blanche g8 · Tour blanche sur case noire g7 · Pion noir sur case blanche b5 · Pion noir sur case noire e5 · Pion noir sur case blanche h5 · Pion blanc sur case noire b4 · Pion blanc sur case blanche e4 · Cavalier noir sur case noire f4 · Pion blanc sur case noire h4 · Pion blanc sur case blanche f3 · Dame noire sur case noire g3 · Tour noire sur case blanche e2 · Roi blanc sur case blanche h1 | Roi noir sur case blanche g8 · Tour blanche sur case noire g7 · Pion noir sur case blanche b5 · Pion noir sur case noire e5 · Pion noir sur case blanche h5 · Pion blanc sur case noire b4 · Pion blanc sur case blanche e4 · Cavalier noir sur case noire f4 · Pion blanc sur case noire h4 · Pion blanc sur case blanche f3 · Dame noire sur case noire g3 · Tour noire sur case blanche e2 · Roi blanc sur case blanche h1 | Roi noir sur case blanche g8 · Tour blanche sur case noire g7 · Pion noir sur case blanche b5 · Pion noir sur case noire e5 · Pion noir sur case blanche h5 · Pion blanc sur case noire b4 · Pion blanc sur case blanche e4 · Cavalier noir sur case noire f4 · Pion blanc sur case noire h4 · Pion blanc sur case blanche f3 · Dame noire sur case noire g3 · Tour noire sur case blanche e2 · Roi blanc sur case blanche h1 | 3 |
| 2 | Roi noir sur case blanche g8 · Tour blanche sur case noire g7 · Pion noir sur case blanche b5 · Pion noir sur case noire e5 · Pion noir sur case blanche h5 · Pion blanc sur case noire b4 · Pion blanc sur case blanche e4 · Cavalier noir sur case noire f4 · Pion blanc sur case noire h4 · Pion blanc sur case blanche f3 · Dame noire sur case noire g3 · Tour noire sur case blanche e2 · Roi blanc sur case blanche h1 | Roi noir sur case blanche g8 · Tour blanche sur case noire g7 · Pion noir sur case blanche b5 · Pion noir sur case noire e5 · Pion noir sur case blanche h5 · Pion blanc sur case noire b4 · Pion blanc sur case blanche e4 · Cavalier noir sur case noire f4 · Pion blanc sur case noire h4 · Pion blanc sur case blanche f3 · Dame noire sur case noire g3 · Tour noire sur case blanche e2 · Roi blanc sur case blanche h1 | Roi noir sur case blanche g8 · Tour blanche sur case noire g7 · Pion noir sur case blanche b5 · Pion noir sur case noire e5 · Pion noir sur case blanche h5 · Pion blanc sur case noire b4 · Pion blanc sur case blanche e4 · Cavalier noir sur case noire f4 · Pion blanc sur case noire h4 · Pion blanc sur case blanche f3 · Dame noire sur case noire g3 · Tour noire sur case blanche e2 · Roi blanc sur case blanche h1 | Roi noir sur case blanche g8 · Tour blanche sur case noire g7 · Pion noir sur case blanche b5 · Pion noir sur case noire e5 · Pion noir sur case blanche h5 · Pion blanc sur case noire b4 · Pion blanc sur case blanche e4 · Cavalier noir sur case noire f4 · Pion blanc sur case noire h4 · Pion blanc sur case blanche f3 · Dame noire sur case noire g3 · Tour noire sur case blanche e2 · Roi blanc sur case blanche h1 | Roi noir sur case blanche g8 · Tour blanche sur case noire g7 · Pion noir sur case blanche b5 · Pion noir sur case noire e5 · Pion noir sur case blanche h5 · Pion blanc sur case noire b4 · Pion blanc sur case blanche e4 · Cavalier noir sur case noire f4 · Pion blanc sur case noire h4 · Pion blanc sur case blanche f3 · Dame noire sur case noire g3 · Tour noire sur case blanche e2 · Roi blanc sur case blanche h1 | Roi noir sur case blanche g8 · Tour blanche sur case noire g7 · Pion noir sur case blanche b5 · Pion noir sur case noire e5 · Pion noir sur case blanche h5 · Pion blanc sur case noire b4 · Pion blanc sur case blanche e4 · Cavalier noir sur case noire f4 · Pion blanc sur case noire h4 · Pion blanc sur case blanche f3 · Dame noire sur case noire g3 · Tour noire sur case blanche e2 · Roi blanc sur case blanche h1 | Roi noir sur case blanche g8 · Tour blanche sur case noire g7 · Pion noir sur case blanche b5 · Pion noir sur case noire e5 · Pion noir sur case blanche h5 · Pion blanc sur case noire b4 · Pion blanc sur case blanche e4 · Cavalier noir sur case noire f4 · Pion blanc sur case noire h4 · Pion blanc sur case blanche f3 · Dame noire sur case noire g3 · Tour noire sur case blanche e2 · Roi blanc sur case blanche h1 | Roi noir sur case blanche g8 · Tour blanche sur case noire g7 · Pion noir sur case blanche b5 · Pion noir sur case noire e5 · Pion noir sur case blanche h5 · Pion blanc sur case noire b4 · Pion blanc sur case blanche e4 · Cavalier noir sur case noire f4 · Pion blanc sur case noire h4 · Pion blanc sur case blanche f3 · Dame noire sur case noire g3 · Tour noire sur case blanche e2 · Roi blanc sur case blanche h1 | 2 |
| 1 | Roi noir sur case blanche g8 · Tour blanche sur case noire g7 · Pion noir sur case blanche b5 · Pion noir sur case noire e5 · Pion noir sur case blanche h5 · Pion blanc sur case noire b4 · Pion blanc sur case blanche e4 · Cavalier noir sur case noire f4 · Pion blanc sur case noire h4 · Pion blanc sur case blanche f3 · Dame noire sur case noire g3 · Tour noire sur case blanche e2 · Roi blanc sur case blanche h1 | Roi noir sur case blanche g8 · Tour blanche sur case noire g7 · Pion noir sur case blanche b5 · Pion noir sur case noire e5 · Pion noir sur case blanche h5 · Pion blanc sur case noire b4 · Pion blanc sur case blanche e4 · Cavalier noir sur case noire f4 · Pion blanc sur case noire h4 · Pion blanc sur case blanche f3 · Dame noire sur case noire g3 · Tour noire sur case blanche e2 · Roi blanc sur case blanche h1 | Roi noir sur case blanche g8 · Tour blanche sur case noire g7 · Pion noir sur case blanche b5 · Pion noir sur case noire e5 · Pion noir sur case blanche h5 · Pion blanc sur case noire b4 · Pion blanc sur case blanche e4 · Cavalier noir sur case noire f4 · Pion blanc sur case noire h4 · Pion blanc sur case blanche f3 · Dame noire sur case noire g3 · Tour noire sur case blanche e2 · Roi blanc sur case blanche h1 | Roi noir sur case blanche g8 · Tour blanche sur case noire g7 · Pion noir sur case blanche b5 · Pion noir sur case noire e5 · Pion noir sur case blanche h5 · Pion blanc sur case noire b4 · Pion blanc sur case blanche e4 · Cavalier noir sur case noire f4 · Pion blanc sur case noire h4 · Pion blanc sur case blanche f3 · Dame noire sur case noire g3 · Tour noire sur case blanche e2 · Roi blanc sur case blanche h1 | Roi noir sur case blanche g8 · Tour blanche sur case noire g7 · Pion noir sur case blanche b5 · Pion noir sur case noire e5 · Pion noir sur case blanche h5 · Pion blanc sur case noire b4 · Pion blanc sur case blanche e4 · Cavalier noir sur case noire f4 · Pion blanc sur case noire h4 · Pion blanc sur case blanche f3 · Dame noire sur case noire g3 · Tour noire sur case blanche e2 · Roi blanc sur case blanche h1 | Roi noir sur case blanche g8 · Tour blanche sur case noire g7 · Pion noir sur case blanche b5 · Pion noir sur case noire e5 · Pion noir sur case blanche h5 · Pion blanc sur case noire b4 · Pion blanc sur case blanche e4 · Cavalier noir sur case noire f4 · Pion blanc sur case noire h4 · Pion blanc sur case blanche f3 · Dame noire sur case noire g3 · Tour noire sur case blanche e2 · Roi blanc sur case blanche h1 | Roi noir sur case blanche g8 · Tour blanche sur case noire g7 · Pion noir sur case blanche b5 · Pion noir sur case noire e5 · Pion noir sur case blanche h5 · Pion blanc sur case noire b4 · Pion blanc sur case blanche e4 · Cavalier noir sur case noire f4 · Pion blanc sur case noire h4 · Pion blanc sur case blanche f3 · Dame noire sur case noire g3 · Tour noire sur case blanche e2 · Roi blanc sur case blanche h1 | Roi noir sur case blanche g8 · Tour blanche sur case noire g7 · Pion noir sur case blanche b5 · Pion noir sur case noire e5 · Pion noir sur case blanche h5 · Pion blanc sur case noire b4 · Pion blanc sur case blanche e4 · Cavalier noir sur case noire f4 · Pion blanc sur case noire h4 · Pion blanc sur case blanche f3 · Dame noire sur case noire g3 · Tour noire sur case blanche e2 · Roi blanc sur case blanche h1 | 1 |
|   | a | b | c | d | e | f | g | h |   |

L’un des exemples les plus connus est « l'arnaque du siècle » entre Larry Evans avec les Blancs et Samuel Reshevsky. Evans a sacrifié sa dame au 49ᵉ coup et a offert sa tour au 50ᵉ. La tour blanche a été surnommée la « tour éternelle ». La capturer mène à une partie nulle par pat, mais sinon, elle reste sur la septième rangée et inflige un échec perpétuel aux Noirs.

47. h4! Te2+ 48. Rh1 Dxg3?? (après 48...Dg6! 49. Tf8 De6! 50. Th8+ Rg6 les Noirs restent avec une pièce de plus après 51. Dxe6 Cxe6 ou matent après 51. gxf4 Te1+ et 52...Da2+)

49. Dg8+! Rxg8 50. Txg7+ ½-½.

### Henley-Bonin, 1983
|   | a | b | c | d | e | f | g | h |   |
| 8 | Pion blanc sur case noire f6 · Tour blanche sur case blanche g6 · Roi blanc sur case blanche f5 · Tour noire sur case noire b4 · Pion blanc sur case blanche g4 · Roi noir sur case noire h4 · Tour noire sur case noire g3 · Tour blanche sur case noire f2 | Pion blanc sur case noire f6 · Tour blanche sur case blanche g6 · Roi blanc sur case blanche f5 · Tour noire sur case noire b4 · Pion blanc sur case blanche g4 · Roi noir sur case noire h4 · Tour noire sur case noire g3 · Tour blanche sur case noire f2 | Pion blanc sur case noire f6 · Tour blanche sur case blanche g6 · Roi blanc sur case blanche f5 · Tour noire sur case noire b4 · Pion blanc sur case blanche g4 · Roi noir sur case noire h4 · Tour noire sur case noire g3 · Tour blanche sur case noire f2 | Pion blanc sur case noire f6 · Tour blanche sur case blanche g6 · Roi blanc sur case blanche f5 · Tour noire sur case noire b4 · Pion blanc sur case blanche g4 · Roi noir sur case noire h4 · Tour noire sur case noire g3 · Tour blanche sur case noire f2 | Pion blanc sur case noire f6 · Tour blanche sur case blanche g6 · Roi blanc sur case blanche f5 · Tour noire sur case noire b4 · Pion blanc sur case blanche g4 · Roi noir sur case noire h4 · Tour noire sur case noire g3 · Tour blanche sur case noire f2 | Pion blanc sur case noire f6 · Tour blanche sur case blanche g6 · Roi blanc sur case blanche f5 · Tour noire sur case noire b4 · Pion blanc sur case blanche g4 · Roi noir sur case noire h4 · Tour noire sur case noire g3 · Tour blanche sur case noire f2 | Pion blanc sur case noire f6 · Tour blanche sur case blanche g6 · Roi blanc sur case blanche f5 · Tour noire sur case noire b4 · Pion blanc sur case blanche g4 · Roi noir sur case noire h4 · Tour noire sur case noire g3 · Tour blanche sur case noire f2 | Pion blanc sur case noire f6 · Tour blanche sur case blanche g6 · Roi blanc sur case blanche f5 · Tour noire sur case noire b4 · Pion blanc sur case blanche g4 · Roi noir sur case noire h4 · Tour noire sur case noire g3 · Tour blanche sur case noire f2 | 8 |
| 7 | Pion blanc sur case noire f6 · Tour blanche sur case blanche g6 · Roi blanc sur case blanche f5 · Tour noire sur case noire b4 · Pion blanc sur case blanche g4 · Roi noir sur case noire h4 · Tour noire sur case noire g3 · Tour blanche sur case noire f2 | Pion blanc sur case noire f6 · Tour blanche sur case blanche g6 · Roi blanc sur case blanche f5 · Tour noire sur case noire b4 · Pion blanc sur case blanche g4 · Roi noir sur case noire h4 · Tour noire sur case noire g3 · Tour blanche sur case noire f2 | Pion blanc sur case noire f6 · Tour blanche sur case blanche g6 · Roi blanc sur case blanche f5 · Tour noire sur case noire b4 · Pion blanc sur case blanche g4 · Roi noir sur case noire h4 · Tour noire sur case noire g3 · Tour blanche sur case noire f2 | Pion blanc sur case noire f6 · Tour blanche sur case blanche g6 · Roi blanc sur case blanche f5 · Tour noire sur case noire b4 · Pion blanc sur case blanche g4 · Roi noir sur case noire h4 · Tour noire sur case noire g3 · Tour blanche sur case noire f2 | Pion blanc sur case noire f6 · Tour blanche sur case blanche g6 · Roi blanc sur case blanche f5 · Tour noire sur case noire b4 · Pion blanc sur case blanche g4 · Roi noir sur case noire h4 · Tour noire sur case noire g3 · Tour blanche sur case noire f2 | Pion blanc sur case noire f6 · Tour blanche sur case blanche g6 · Roi blanc sur case blanche f5 · Tour noire sur case noire b4 · Pion blanc sur case blanche g4 · Roi noir sur case noire h4 · Tour noire sur case noire g3 · Tour blanche sur case noire f2 | Pion blanc sur case noire f6 · Tour blanche sur case blanche g6 · Roi blanc sur case blanche f5 · Tour noire sur case noire b4 · Pion blanc sur case blanche g4 · Roi noir sur case noire h4 · Tour noire sur case noire g3 · Tour blanche sur case noire f2 | Pion blanc sur case noire f6 · Tour blanche sur case blanche g6 · Roi blanc sur case blanche f5 · Tour noire sur case noire b4 · Pion blanc sur case blanche g4 · Roi noir sur case noire h4 · Tour noire sur case noire g3 · Tour blanche sur case noire f2 | 7 |
| 6 | Pion blanc sur case noire f6 · Tour blanche sur case blanche g6 · Roi blanc sur case blanche f5 · Tour noire sur case noire b4 · Pion blanc sur case blanche g4 · Roi noir sur case noire h4 · Tour noire sur case noire g3 · Tour blanche sur case noire f2 | Pion blanc sur case noire f6 · Tour blanche sur case blanche g6 · Roi blanc sur case blanche f5 · Tour noire sur case noire b4 · Pion blanc sur case blanche g4 · Roi noir sur case noire h4 · Tour noire sur case noire g3 · Tour blanche sur case noire f2 | Pion blanc sur case noire f6 · Tour blanche sur case blanche g6 · Roi blanc sur case blanche f5 · Tour noire sur case noire b4 · Pion blanc sur case blanche g4 · Roi noir sur case noire h4 · Tour noire sur case noire g3 · Tour blanche sur case noire f2 | Pion blanc sur case noire f6 · Tour blanche sur case blanche g6 · Roi blanc sur case blanche f5 · Tour noire sur case noire b4 · Pion blanc sur case blanche g4 · Roi noir sur case noire h4 · Tour noire sur case noire g3 · Tour blanche sur case noire f2 | Pion blanc sur case noire f6 · Tour blanche sur case blanche g6 · Roi blanc sur case blanche f5 · Tour noire sur case noire b4 · Pion blanc sur case blanche g4 · Roi noir sur case noire h4 · Tour noire sur case noire g3 · Tour blanche sur case noire f2 | Pion blanc sur case noire f6 · Tour blanche sur case blanche g6 · Roi blanc sur case blanche f5 · Tour noire sur case noire b4 · Pion blanc sur case blanche g4 · Roi noir sur case noire h4 · Tour noire sur case noire g3 · Tour blanche sur case noire f2 | Pion blanc sur case noire f6 · Tour blanche sur case blanche g6 · Roi blanc sur case blanche f5 · Tour noire sur case noire b4 · Pion blanc sur case blanche g4 · Roi noir sur case noire h4 · Tour noire sur case noire g3 · Tour blanche sur case noire f2 | Pion blanc sur case noire f6 · Tour blanche sur case blanche g6 · Roi blanc sur case blanche f5 · Tour noire sur case noire b4 · Pion blanc sur case blanche g4 · Roi noir sur case noire h4 · Tour noire sur case noire g3 · Tour blanche sur case noire f2 | 6 |
| 5 | Pion blanc sur case noire f6 · Tour blanche sur case blanche g6 · Roi blanc sur case blanche f5 · Tour noire sur case noire b4 · Pion blanc sur case blanche g4 · Roi noir sur case noire h4 · Tour noire sur case noire g3 · Tour blanche sur case noire f2 | Pion blanc sur case noire f6 · Tour blanche sur case blanche g6 · Roi blanc sur case blanche f5 · Tour noire sur case noire b4 · Pion blanc sur case blanche g4 · Roi noir sur case noire h4 · Tour noire sur case noire g3 · Tour blanche sur case noire f2 | Pion blanc sur case noire f6 · Tour blanche sur case blanche g6 · Roi blanc sur case blanche f5 · Tour noire sur case noire b4 · Pion blanc sur case blanche g4 · Roi noir sur case noire h4 · Tour noire sur case noire g3 · Tour blanche sur case noire f2 | Pion blanc sur case noire f6 · Tour blanche sur case blanche g6 · Roi blanc sur case blanche f5 · Tour noire sur case noire b4 · Pion blanc sur case blanche g4 · Roi noir sur case noire h4 · Tour noire sur case noire g3 · Tour blanche sur case noire f2 | Pion blanc sur case noire f6 · Tour blanche sur case blanche g6 · Roi blanc sur case blanche f5 · Tour noire sur case noire b4 · Pion blanc sur case blanche g4 · Roi noir sur case noire h4 · Tour noire sur case noire g3 · Tour blanche sur case noire f2 | Pion blanc sur case noire f6 · Tour blanche sur case blanche g6 · Roi blanc sur case blanche f5 · Tour noire sur case noire b4 · Pion blanc sur case blanche g4 · Roi noir sur case noire h4 · Tour noire sur case noire g3 · Tour blanche sur case noire f2 | Pion blanc sur case noire f6 · Tour blanche sur case blanche g6 · Roi blanc sur case blanche f5 · Tour noire sur case noire b4 · Pion blanc sur case blanche g4 · Roi noir sur case noire h4 · Tour noire sur case noire g3 · Tour blanche sur case noire f2 | Pion blanc sur case noire f6 · Tour blanche sur case blanche g6 · Roi blanc sur case blanche f5 · Tour noire sur case noire b4 · Pion blanc sur case blanche g4 · Roi noir sur case noire h4 · Tour noire sur case noire g3 · Tour blanche sur case noire f2 | 5 |
| 4 | Pion blanc sur case noire f6 · Tour blanche sur case blanche g6 · Roi blanc sur case blanche f5 · Tour noire sur case noire b4 · Pion blanc sur case blanche g4 · Roi noir sur case noire h4 · Tour noire sur case noire g3 · Tour blanche sur case noire f2 | Pion blanc sur case noire f6 · Tour blanche sur case blanche g6 · Roi blanc sur case blanche f5 · Tour noire sur case noire b4 · Pion blanc sur case blanche g4 · Roi noir sur case noire h4 · Tour noire sur case noire g3 · Tour blanche sur case noire f2 | Pion blanc sur case noire f6 · Tour blanche sur case blanche g6 · Roi blanc sur case blanche f5 · Tour noire sur case noire b4 · Pion blanc sur case blanche g4 · Roi noir sur case noire h4 · Tour noire sur case noire g3 · Tour blanche sur case noire f2 | Pion blanc sur case noire f6 · Tour blanche sur case blanche g6 · Roi blanc sur case blanche f5 · Tour noire sur case noire b4 · Pion blanc sur case blanche g4 · Roi noir sur case noire h4 · Tour noire sur case noire g3 · Tour blanche sur case noire f2 | Pion blanc sur case noire f6 · Tour blanche sur case blanche g6 · Roi blanc sur case blanche f5 · Tour noire sur case noire b4 · Pion blanc sur case blanche g4 · Roi noir sur case noire h4 · Tour noire sur case noire g3 · Tour blanche sur case noire f2 | Pion blanc sur case noire f6 · Tour blanche sur case blanche g6 · Roi blanc sur case blanche f5 · Tour noire sur case noire b4 · Pion blanc sur case blanche g4 · Roi noir sur case noire h4 · Tour noire sur case noire g3 · Tour blanche sur case noire f2 | Pion blanc sur case noire f6 · Tour blanche sur case blanche g6 · Roi blanc sur case blanche f5 · Tour noire sur case noire b4 · Pion blanc sur case blanche g4 · Roi noir sur case noire h4 · Tour noire sur case noire g3 · Tour blanche sur case noire f2 | Pion blanc sur case noire f6 · Tour blanche sur case blanche g6 · Roi blanc sur case blanche f5 · Tour noire sur case noire b4 · Pion blanc sur case blanche g4 · Roi noir sur case noire h4 · Tour noire sur case noire g3 · Tour blanche sur case noire f2 | 4 |
| 3 | Pion blanc sur case noire f6 · Tour blanche sur case blanche g6 · Roi blanc sur case blanche f5 · Tour noire sur case noire b4 · Pion blanc sur case blanche g4 · Roi noir sur case noire h4 · Tour noire sur case noire g3 · Tour blanche sur case noire f2 | Pion blanc sur case noire f6 · Tour blanche sur case blanche g6 · Roi blanc sur case blanche f5 · Tour noire sur case noire b4 · Pion blanc sur case blanche g4 · Roi noir sur case noire h4 · Tour noire sur case noire g3 · Tour blanche sur case noire f2 | Pion blanc sur case noire f6 · Tour blanche sur case blanche g6 · Roi blanc sur case blanche f5 · Tour noire sur case noire b4 · Pion blanc sur case blanche g4 · Roi noir sur case noire h4 · Tour noire sur case noire g3 · Tour blanche sur case noire f2 | Pion blanc sur case noire f6 · Tour blanche sur case blanche g6 · Roi blanc sur case blanche f5 · Tour noire sur case noire b4 · Pion blanc sur case blanche g4 · Roi noir sur case noire h4 · Tour noire sur case noire g3 · Tour blanche sur case noire f2 | Pion blanc sur case noire f6 · Tour blanche sur case blanche g6 · Roi blanc sur case blanche f5 · Tour noire sur case noire b4 · Pion blanc sur case blanche g4 · Roi noir sur case noire h4 · Tour noire sur case noire g3 · Tour blanche sur case noire f2 | Pion blanc sur case noire f6 · Tour blanche sur case blanche g6 · Roi blanc sur case blanche f5 · Tour noire sur case noire b4 · Pion blanc sur case blanche g4 · Roi noir sur case noire h4 · Tour noire sur case noire g3 · Tour blanche sur case noire f2 | Pion blanc sur case noire f6 · Tour blanche sur case blanche g6 · Roi blanc sur case blanche f5 · Tour noire sur case noire b4 · Pion blanc sur case blanche g4 · Roi noir sur case noire h4 · Tour noire sur case noire g3 · Tour blanche sur case noire f2 | Pion blanc sur case noire f6 · Tour blanche sur case blanche g6 · Roi blanc sur case blanche f5 · Tour noire sur case noire b4 · Pion blanc sur case blanche g4 · Roi noir sur case noire h4 · Tour noire sur case noire g3 · Tour blanche sur case noire f2 | 3 |
| 2 | Pion blanc sur case noire f6 · Tour blanche sur case blanche g6 · Roi blanc sur case blanche f5 · Tour noire sur case noire b4 · Pion blanc sur case blanche g4 · Roi noir sur case noire h4 · Tour noire sur case noire g3 · Tour blanche sur case noire f2 | Pion blanc sur case noire f6 · Tour blanche sur case blanche g6 · Roi blanc sur case blanche f5 · Tour noire sur case noire b4 · Pion blanc sur case blanche g4 · Roi noir sur case noire h4 · Tour noire sur case noire g3 · Tour blanche sur case noire f2 | Pion blanc sur case noire f6 · Tour blanche sur case blanche g6 · Roi blanc sur case blanche f5 · Tour noire sur case noire b4 · Pion blanc sur case blanche g4 · Roi noir sur case noire h4 · Tour noire sur case noire g3 · Tour blanche sur case noire f2 | Pion blanc sur case noire f6 · Tour blanche sur case blanche g6 · Roi blanc sur case blanche f5 · Tour noire sur case noire b4 · Pion blanc sur case blanche g4 · Roi noir sur case noire h4 · Tour noire sur case noire g3 · Tour blanche sur case noire f2 | Pion blanc sur case noire f6 · Tour blanche sur case blanche g6 · Roi blanc sur case blanche f5 · Tour noire sur case noire b4 · Pion blanc sur case blanche g4 · Roi noir sur case noire h4 · Tour noire sur case noire g3 · Tour blanche sur case noire f2 | Pion blanc sur case noire f6 · Tour blanche sur case blanche g6 · Roi blanc sur case blanche f5 · Tour noire sur case noire b4 · Pion blanc sur case blanche g4 · Roi noir sur case noire h4 · Tour noire sur case noire g3 · Tour blanche sur case noire f2 | Pion blanc sur case noire f6 · Tour blanche sur case blanche g6 · Roi blanc sur case blanche f5 · Tour noire sur case noire b4 · Pion blanc sur case blanche g4 · Roi noir sur case noire h4 · Tour noire sur case noire g3 · Tour blanche sur case noire f2 | Pion blanc sur case noire f6 · Tour blanche sur case blanche g6 · Roi blanc sur case blanche f5 · Tour noire sur case noire b4 · Pion blanc sur case blanche g4 · Roi noir sur case noire h4 · Tour noire sur case noire g3 · Tour blanche sur case noire f2 | 2 |
| 1 | Pion blanc sur case noire f6 · Tour blanche sur case blanche g6 · Roi blanc sur case blanche f5 · Tour noire sur case noire b4 · Pion blanc sur case blanche g4 · Roi noir sur case noire h4 · Tour noire sur case noire g3 · Tour blanche sur case noire f2 | Pion blanc sur case noire f6 · Tour blanche sur case blanche g6 · Roi blanc sur case blanche f5 · Tour noire sur case noire b4 · Pion blanc sur case blanche g4 · Roi noir sur case noire h4 · Tour noire sur case noire g3 · Tour blanche sur case noire f2 | Pion blanc sur case noire f6 · Tour blanche sur case blanche g6 · Roi blanc sur case blanche f5 · Tour noire sur case noire b4 · Pion blanc sur case blanche g4 · Roi noir sur case noire h4 · Tour noire sur case noire g3 · Tour blanche sur case noire f2 | Pion blanc sur case noire f6 · Tour blanche sur case blanche g6 · Roi blanc sur case blanche f5 · Tour noire sur case noire b4 · Pion blanc sur case blanche g4 · Roi noir sur case noire h4 · Tour noire sur case noire g3 · Tour blanche sur case noire f2 | Pion blanc sur case noire f6 · Tour blanche sur case blanche g6 · Roi blanc sur case blanche f5 · Tour noire sur case noire b4 · Pion blanc sur case blanche g4 · Roi noir sur case noire h4 · Tour noire sur case noire g3 · Tour blanche sur case noire f2 | Pion blanc sur case noire f6 · Tour blanche sur case blanche g6 · Roi blanc sur case blanche f5 · Tour noire sur case noire b4 · Pion blanc sur case blanche g4 · Roi noir sur case noire h4 · Tour noire sur case noire g3 · Tour blanche sur case noire f2 | Pion blanc sur case noire f6 · Tour blanche sur case blanche g6 · Roi blanc sur case blanche f5 · Tour noire sur case noire b4 · Pion blanc sur case blanche g4 · Roi noir sur case noire h4 · Tour noire sur case noire g3 · Tour blanche sur case noire f2 | Pion blanc sur case noire f6 · Tour blanche sur case blanche g6 · Roi blanc sur case blanche f5 · Tour noire sur case noire b4 · Pion blanc sur case blanche g4 · Roi noir sur case noire h4 · Tour noire sur case noire g3 · Tour blanche sur case noire f2 | 1 |
|   | a | b | c | d | e | f | g | h |   |

Le cas suivant correspond à un sauvetage par un compétiteur accusant un grand handicap en termes de Classement Elo :
Ron Henley (grand maître international, 2525)-Jay Bonin (en) (maître FIDE, 2330), New York, 1983,
44...Tf3+ 45. Txf3
45...Tb5+ 46. Re6
46...Te5+ 47. Rf7 (47. Rxe5?? Pat)
47...Te7+ 48. Rg8
48...Tg7+! 49. Rh8
49...Tg8+!! 50. Rh7
50...Tg7+ 51. fxg7 ½-½

### Hegde-Palatnik, 1988
|   | a | b | c | d | e | f | g | h |   |
| 8 | Roi noir sur case blanche a8 · Pion blanc sur case noire a7 · Tour blanche sur case blanche h7 · Roi blanc sur case blanche a6 · Fou noir sur case noire d4 | Roi noir sur case blanche a8 · Pion blanc sur case noire a7 · Tour blanche sur case blanche h7 · Roi blanc sur case blanche a6 · Fou noir sur case noire d4 | Roi noir sur case blanche a8 · Pion blanc sur case noire a7 · Tour blanche sur case blanche h7 · Roi blanc sur case blanche a6 · Fou noir sur case noire d4 | Roi noir sur case blanche a8 · Pion blanc sur case noire a7 · Tour blanche sur case blanche h7 · Roi blanc sur case blanche a6 · Fou noir sur case noire d4 | Roi noir sur case blanche a8 · Pion blanc sur case noire a7 · Tour blanche sur case blanche h7 · Roi blanc sur case blanche a6 · Fou noir sur case noire d4 | Roi noir sur case blanche a8 · Pion blanc sur case noire a7 · Tour blanche sur case blanche h7 · Roi blanc sur case blanche a6 · Fou noir sur case noire d4 | Roi noir sur case blanche a8 · Pion blanc sur case noire a7 · Tour blanche sur case blanche h7 · Roi blanc sur case blanche a6 · Fou noir sur case noire d4 | Roi noir sur case blanche a8 · Pion blanc sur case noire a7 · Tour blanche sur case blanche h7 · Roi blanc sur case blanche a6 · Fou noir sur case noire d4 | 8 |
| 7 | Roi noir sur case blanche a8 · Pion blanc sur case noire a7 · Tour blanche sur case blanche h7 · Roi blanc sur case blanche a6 · Fou noir sur case noire d4 | Roi noir sur case blanche a8 · Pion blanc sur case noire a7 · Tour blanche sur case blanche h7 · Roi blanc sur case blanche a6 · Fou noir sur case noire d4 | Roi noir sur case blanche a8 · Pion blanc sur case noire a7 · Tour blanche sur case blanche h7 · Roi blanc sur case blanche a6 · Fou noir sur case noire d4 | Roi noir sur case blanche a8 · Pion blanc sur case noire a7 · Tour blanche sur case blanche h7 · Roi blanc sur case blanche a6 · Fou noir sur case noire d4 | Roi noir sur case blanche a8 · Pion blanc sur case noire a7 · Tour blanche sur case blanche h7 · Roi blanc sur case blanche a6 · Fou noir sur case noire d4 | Roi noir sur case blanche a8 · Pion blanc sur case noire a7 · Tour blanche sur case blanche h7 · Roi blanc sur case blanche a6 · Fou noir sur case noire d4 | Roi noir sur case blanche a8 · Pion blanc sur case noire a7 · Tour blanche sur case blanche h7 · Roi blanc sur case blanche a6 · Fou noir sur case noire d4 | Roi noir sur case blanche a8 · Pion blanc sur case noire a7 · Tour blanche sur case blanche h7 · Roi blanc sur case blanche a6 · Fou noir sur case noire d4 | 7 |
| 6 | Roi noir sur case blanche a8 · Pion blanc sur case noire a7 · Tour blanche sur case blanche h7 · Roi blanc sur case blanche a6 · Fou noir sur case noire d4 | Roi noir sur case blanche a8 · Pion blanc sur case noire a7 · Tour blanche sur case blanche h7 · Roi blanc sur case blanche a6 · Fou noir sur case noire d4 | Roi noir sur case blanche a8 · Pion blanc sur case noire a7 · Tour blanche sur case blanche h7 · Roi blanc sur case blanche a6 · Fou noir sur case noire d4 | Roi noir sur case blanche a8 · Pion blanc sur case noire a7 · Tour blanche sur case blanche h7 · Roi blanc sur case blanche a6 · Fou noir sur case noire d4 | Roi noir sur case blanche a8 · Pion blanc sur case noire a7 · Tour blanche sur case blanche h7 · Roi blanc sur case blanche a6 · Fou noir sur case noire d4 | Roi noir sur case blanche a8 · Pion blanc sur case noire a7 · Tour blanche sur case blanche h7 · Roi blanc sur case blanche a6 · Fou noir sur case noire d4 | Roi noir sur case blanche a8 · Pion blanc sur case noire a7 · Tour blanche sur case blanche h7 · Roi blanc sur case blanche a6 · Fou noir sur case noire d4 | Roi noir sur case blanche a8 · Pion blanc sur case noire a7 · Tour blanche sur case blanche h7 · Roi blanc sur case blanche a6 · Fou noir sur case noire d4 | 6 |
| 5 | Roi noir sur case blanche a8 · Pion blanc sur case noire a7 · Tour blanche sur case blanche h7 · Roi blanc sur case blanche a6 · Fou noir sur case noire d4 | Roi noir sur case blanche a8 · Pion blanc sur case noire a7 · Tour blanche sur case blanche h7 · Roi blanc sur case blanche a6 · Fou noir sur case noire d4 | Roi noir sur case blanche a8 · Pion blanc sur case noire a7 · Tour blanche sur case blanche h7 · Roi blanc sur case blanche a6 · Fou noir sur case noire d4 | Roi noir sur case blanche a8 · Pion blanc sur case noire a7 · Tour blanche sur case blanche h7 · Roi blanc sur case blanche a6 · Fou noir sur case noire d4 | Roi noir sur case blanche a8 · Pion blanc sur case noire a7 · Tour blanche sur case blanche h7 · Roi blanc sur case blanche a6 · Fou noir sur case noire d4 | Roi noir sur case blanche a8 · Pion blanc sur case noire a7 · Tour blanche sur case blanche h7 · Roi blanc sur case blanche a6 · Fou noir sur case noire d4 | Roi noir sur case blanche a8 · Pion blanc sur case noire a7 · Tour blanche sur case blanche h7 · Roi blanc sur case blanche a6 · Fou noir sur case noire d4 | Roi noir sur case blanche a8 · Pion blanc sur case noire a7 · Tour blanche sur case blanche h7 · Roi blanc sur case blanche a6 · Fou noir sur case noire d4 | 5 |
| 4 | Roi noir sur case blanche a8 · Pion blanc sur case noire a7 · Tour blanche sur case blanche h7 · Roi blanc sur case blanche a6 · Fou noir sur case noire d4 | Roi noir sur case blanche a8 · Pion blanc sur case noire a7 · Tour blanche sur case blanche h7 · Roi blanc sur case blanche a6 · Fou noir sur case noire d4 | Roi noir sur case blanche a8 · Pion blanc sur case noire a7 · Tour blanche sur case blanche h7 · Roi blanc sur case blanche a6 · Fou noir sur case noire d4 | Roi noir sur case blanche a8 · Pion blanc sur case noire a7 · Tour blanche sur case blanche h7 · Roi blanc sur case blanche a6 · Fou noir sur case noire d4 | Roi noir sur case blanche a8 · Pion blanc sur case noire a7 · Tour blanche sur case blanche h7 · Roi blanc sur case blanche a6 · Fou noir sur case noire d4 | Roi noir sur case blanche a8 · Pion blanc sur case noire a7 · Tour blanche sur case blanche h7 · Roi blanc sur case blanche a6 · Fou noir sur case noire d4 | Roi noir sur case blanche a8 · Pion blanc sur case noire a7 · Tour blanche sur case blanche h7 · Roi blanc sur case blanche a6 · Fou noir sur case noire d4 | Roi noir sur case blanche a8 · Pion blanc sur case noire a7 · Tour blanche sur case blanche h7 · Roi blanc sur case blanche a6 · Fou noir sur case noire d4 | 4 |
| 3 | Roi noir sur case blanche a8 · Pion blanc sur case noire a7 · Tour blanche sur case blanche h7 · Roi blanc sur case blanche a6 · Fou noir sur case noire d4 | Roi noir sur case blanche a8 · Pion blanc sur case noire a7 · Tour blanche sur case blanche h7 · Roi blanc sur case blanche a6 · Fou noir sur case noire d4 | Roi noir sur case blanche a8 · Pion blanc sur case noire a7 · Tour blanche sur case blanche h7 · Roi blanc sur case blanche a6 · Fou noir sur case noire d4 | Roi noir sur case blanche a8 · Pion blanc sur case noire a7 · Tour blanche sur case blanche h7 · Roi blanc sur case blanche a6 · Fou noir sur case noire d4 | Roi noir sur case blanche a8 · Pion blanc sur case noire a7 · Tour blanche sur case blanche h7 · Roi blanc sur case blanche a6 · Fou noir sur case noire d4 | Roi noir sur case blanche a8 · Pion blanc sur case noire a7 · Tour blanche sur case blanche h7 · Roi blanc sur case blanche a6 · Fou noir sur case noire d4 | Roi noir sur case blanche a8 · Pion blanc sur case noire a7 · Tour blanche sur case blanche h7 · Roi blanc sur case blanche a6 · Fou noir sur case noire d4 | Roi noir sur case blanche a8 · Pion blanc sur case noire a7 · Tour blanche sur case blanche h7 · Roi blanc sur case blanche a6 · Fou noir sur case noire d4 | 3 |
| 2 | Roi noir sur case blanche a8 · Pion blanc sur case noire a7 · Tour blanche sur case blanche h7 · Roi blanc sur case blanche a6 · Fou noir sur case noire d4 | Roi noir sur case blanche a8 · Pion blanc sur case noire a7 · Tour blanche sur case blanche h7 · Roi blanc sur case blanche a6 · Fou noir sur case noire d4 | Roi noir sur case blanche a8 · Pion blanc sur case noire a7 · Tour blanche sur case blanche h7 · Roi blanc sur case blanche a6 · Fou noir sur case noire d4 | Roi noir sur case blanche a8 · Pion blanc sur case noire a7 · Tour blanche sur case blanche h7 · Roi blanc sur case blanche a6 · Fou noir sur case noire d4 | Roi noir sur case blanche a8 · Pion blanc sur case noire a7 · Tour blanche sur case blanche h7 · Roi blanc sur case blanche a6 · Fou noir sur case noire d4 | Roi noir sur case blanche a8 · Pion blanc sur case noire a7 · Tour blanche sur case blanche h7 · Roi blanc sur case blanche a6 · Fou noir sur case noire d4 | Roi noir sur case blanche a8 · Pion blanc sur case noire a7 · Tour blanche sur case blanche h7 · Roi blanc sur case blanche a6 · Fou noir sur case noire d4 | Roi noir sur case blanche a8 · Pion blanc sur case noire a7 · Tour blanche sur case blanche h7 · Roi blanc sur case blanche a6 · Fou noir sur case noire d4 | 2 |
| 1 | Roi noir sur case blanche a8 · Pion blanc sur case noire a7 · Tour blanche sur case blanche h7 · Roi blanc sur case blanche a6 · Fou noir sur case noire d4 | Roi noir sur case blanche a8 · Pion blanc sur case noire a7 · Tour blanche sur case blanche h7 · Roi blanc sur case blanche a6 · Fou noir sur case noire d4 | Roi noir sur case blanche a8 · Pion blanc sur case noire a7 · Tour blanche sur case blanche h7 · Roi blanc sur case blanche a6 · Fou noir sur case noire d4 | Roi noir sur case blanche a8 · Pion blanc sur case noire a7 · Tour blanche sur case blanche h7 · Roi blanc sur case blanche a6 · Fou noir sur case noire d4 | Roi noir sur case blanche a8 · Pion blanc sur case noire a7 · Tour blanche sur case blanche h7 · Roi blanc sur case blanche a6 · Fou noir sur case noire d4 | Roi noir sur case blanche a8 · Pion blanc sur case noire a7 · Tour blanche sur case blanche h7 · Roi blanc sur case blanche a6 · Fou noir sur case noire d4 | Roi noir sur case blanche a8 · Pion blanc sur case noire a7 · Tour blanche sur case blanche h7 · Roi blanc sur case blanche a6 · Fou noir sur case noire d4 | Roi noir sur case blanche a8 · Pion blanc sur case noire a7 · Tour blanche sur case blanche h7 · Roi blanc sur case blanche a6 · Fou noir sur case noire d4 | 1 |
|   | a | b | c | d | e | f | g | h |   |

Le cas exposé dans le diagramme ci-contre est rare : plutôt qu'une dame ou une tour, la pièce desperado y est « mineure ».
Cette position provient d'une partie jouée à Kozhikode en 1988 entre Ravi Gopal Hegde avec les Blancs et Semion Palatnik. La position est apparue dans la section des finales du n°45 de Chess Informant. Les Noirs ont abandonné dans cette position, mais ils disposaient d’un moyen accessible pour obtenir le match nul : 59...Fg7! 60. Th4 Fd4! (menaçant 61...Fxa7).
Prendre le fou conduit au pat, autoriser 61...Fxa7 permet la nulle, et 61. Th7 Fg7 entraîne une répétition de position.

## Second sens
|   | a | b | c | d | e | f | g | h |   |
| 8 | Tour noire sur case blanche a8 · Fou noir sur case blanche c8 · Dame noire sur case noire d8 · Tour noire sur case noire f8 · Roi noir sur case blanche g8 · Pion noir sur case blanche f7 · Pion noir sur case noire g7 · Pion noir sur case blanche h7 · Pion noir sur case blanche a6 · Pion noir sur case noire d6 · Fou noir sur case noire f6 · Pion noir sur case blanche b5 · Cavalier noir sur case noire e5 · Cavalier blanc sur case noire d4 · Pion blanc sur case blanche e4 · Pion blanc sur case noire a3 · Pion blanc sur case blanche h3 · Pion blanc sur case noire b2 · Fou blanc sur case blanche c2 · Fou blanc sur case noire d2 · Pion blanc sur case noire f2 · Pion blanc sur case blanche g2 · Tour blanche sur case noire a1 · Dame blanche sur case blanche d1 · Tour blanche sur case noire e1 · Roi blanc sur case noire g1 | Tour noire sur case blanche a8 · Fou noir sur case blanche c8 · Dame noire sur case noire d8 · Tour noire sur case noire f8 · Roi noir sur case blanche g8 · Pion noir sur case blanche f7 · Pion noir sur case noire g7 · Pion noir sur case blanche h7 · Pion noir sur case blanche a6 · Pion noir sur case noire d6 · Fou noir sur case noire f6 · Pion noir sur case blanche b5 · Cavalier noir sur case noire e5 · Cavalier blanc sur case noire d4 · Pion blanc sur case blanche e4 · Pion blanc sur case noire a3 · Pion blanc sur case blanche h3 · Pion blanc sur case noire b2 · Fou blanc sur case blanche c2 · Fou blanc sur case noire d2 · Pion blanc sur case noire f2 · Pion blanc sur case blanche g2 · Tour blanche sur case noire a1 · Dame blanche sur case blanche d1 · Tour blanche sur case noire e1 · Roi blanc sur case noire g1 | Tour noire sur case blanche a8 · Fou noir sur case blanche c8 · Dame noire sur case noire d8 · Tour noire sur case noire f8 · Roi noir sur case blanche g8 · Pion noir sur case blanche f7 · Pion noir sur case noire g7 · Pion noir sur case blanche h7 · Pion noir sur case blanche a6 · Pion noir sur case noire d6 · Fou noir sur case noire f6 · Pion noir sur case blanche b5 · Cavalier noir sur case noire e5 · Cavalier blanc sur case noire d4 · Pion blanc sur case blanche e4 · Pion blanc sur case noire a3 · Pion blanc sur case blanche h3 · Pion blanc sur case noire b2 · Fou blanc sur case blanche c2 · Fou blanc sur case noire d2 · Pion blanc sur case noire f2 · Pion blanc sur case blanche g2 · Tour blanche sur case noire a1 · Dame blanche sur case blanche d1 · Tour blanche sur case noire e1 · Roi blanc sur case noire g1 | Tour noire sur case blanche a8 · Fou noir sur case blanche c8 · Dame noire sur case noire d8 · Tour noire sur case noire f8 · Roi noir sur case blanche g8 · Pion noir sur case blanche f7 · Pion noir sur case noire g7 · Pion noir sur case blanche h7 · Pion noir sur case blanche a6 · Pion noir sur case noire d6 · Fou noir sur case noire f6 · Pion noir sur case blanche b5 · Cavalier noir sur case noire e5 · Cavalier blanc sur case noire d4 · Pion blanc sur case blanche e4 · Pion blanc sur case noire a3 · Pion blanc sur case blanche h3 · Pion blanc sur case noire b2 · Fou blanc sur case blanche c2 · Fou blanc sur case noire d2 · Pion blanc sur case noire f2 · Pion blanc sur case blanche g2 · Tour blanche sur case noire a1 · Dame blanche sur case blanche d1 · Tour blanche sur case noire e1 · Roi blanc sur case noire g1 | Tour noire sur case blanche a8 · Fou noir sur case blanche c8 · Dame noire sur case noire d8 · Tour noire sur case noire f8 · Roi noir sur case blanche g8 · Pion noir sur case blanche f7 · Pion noir sur case noire g7 · Pion noir sur case blanche h7 · Pion noir sur case blanche a6 · Pion noir sur case noire d6 · Fou noir sur case noire f6 · Pion noir sur case blanche b5 · Cavalier noir sur case noire e5 · Cavalier blanc sur case noire d4 · Pion blanc sur case blanche e4 · Pion blanc sur case noire a3 · Pion blanc sur case blanche h3 · Pion blanc sur case noire b2 · Fou blanc sur case blanche c2 · Fou blanc sur case noire d2 · Pion blanc sur case noire f2 · Pion blanc sur case blanche g2 · Tour blanche sur case noire a1 · Dame blanche sur case blanche d1 · Tour blanche sur case noire e1 · Roi blanc sur case noire g1 | Tour noire sur case blanche a8 · Fou noir sur case blanche c8 · Dame noire sur case noire d8 · Tour noire sur case noire f8 · Roi noir sur case blanche g8 · Pion noir sur case blanche f7 · Pion noir sur case noire g7 · Pion noir sur case blanche h7 · Pion noir sur case blanche a6 · Pion noir sur case noire d6 · Fou noir sur case noire f6 · Pion noir sur case blanche b5 · Cavalier noir sur case noire e5 · Cavalier blanc sur case noire d4 · Pion blanc sur case blanche e4 · Pion blanc sur case noire a3 · Pion blanc sur case blanche h3 · Pion blanc sur case noire b2 · Fou blanc sur case blanche c2 · Fou blanc sur case noire d2 · Pion blanc sur case noire f2 · Pion blanc sur case blanche g2 · Tour blanche sur case noire a1 · Dame blanche sur case blanche d1 · Tour blanche sur case noire e1 · Roi blanc sur case noire g1 | Tour noire sur case blanche a8 · Fou noir sur case blanche c8 · Dame noire sur case noire d8 · Tour noire sur case noire f8 · Roi noir sur case blanche g8 · Pion noir sur case blanche f7 · Pion noir sur case noire g7 · Pion noir sur case blanche h7 · Pion noir sur case blanche a6 · Pion noir sur case noire d6 · Fou noir sur case noire f6 · Pion noir sur case blanche b5 · Cavalier noir sur case noire e5 · Cavalier blanc sur case noire d4 · Pion blanc sur case blanche e4 · Pion blanc sur case noire a3 · Pion blanc sur case blanche h3 · Pion blanc sur case noire b2 · Fou blanc sur case blanche c2 · Fou blanc sur case noire d2 · Pion blanc sur case noire f2 · Pion blanc sur case blanche g2 · Tour blanche sur case noire a1 · Dame blanche sur case blanche d1 · Tour blanche sur case noire e1 · Roi blanc sur case noire g1 | Tour noire sur case blanche a8 · Fou noir sur case blanche c8 · Dame noire sur case noire d8 · Tour noire sur case noire f8 · Roi noir sur case blanche g8 · Pion noir sur case blanche f7 · Pion noir sur case noire g7 · Pion noir sur case blanche h7 · Pion noir sur case blanche a6 · Pion noir sur case noire d6 · Fou noir sur case noire f6 · Pion noir sur case blanche b5 · Cavalier noir sur case noire e5 · Cavalier blanc sur case noire d4 · Pion blanc sur case blanche e4 · Pion blanc sur case noire a3 · Pion blanc sur case blanche h3 · Pion blanc sur case noire b2 · Fou blanc sur case blanche c2 · Fou blanc sur case noire d2 · Pion blanc sur case noire f2 · Pion blanc sur case blanche g2 · Tour blanche sur case noire a1 · Dame blanche sur case blanche d1 · Tour blanche sur case noire e1 · Roi blanc sur case noire g1 | 8 |
| 7 | Tour noire sur case blanche a8 · Fou noir sur case blanche c8 · Dame noire sur case noire d8 · Tour noire sur case noire f8 · Roi noir sur case blanche g8 · Pion noir sur case blanche f7 · Pion noir sur case noire g7 · Pion noir sur case blanche h7 · Pion noir sur case blanche a6 · Pion noir sur case noire d6 · Fou noir sur case noire f6 · Pion noir sur case blanche b5 · Cavalier noir sur case noire e5 · Cavalier blanc sur case noire d4 · Pion blanc sur case blanche e4 · Pion blanc sur case noire a3 · Pion blanc sur case blanche h3 · Pion blanc sur case noire b2 · Fou blanc sur case blanche c2 · Fou blanc sur case noire d2 · Pion blanc sur case noire f2 · Pion blanc sur case blanche g2 · Tour blanche sur case noire a1 · Dame blanche sur case blanche d1 · Tour blanche sur case noire e1 · Roi blanc sur case noire g1 | Tour noire sur case blanche a8 · Fou noir sur case blanche c8 · Dame noire sur case noire d8 · Tour noire sur case noire f8 · Roi noir sur case blanche g8 · Pion noir sur case blanche f7 · Pion noir sur case noire g7 · Pion noir sur case blanche h7 · Pion noir sur case blanche a6 · Pion noir sur case noire d6 · Fou noir sur case noire f6 · Pion noir sur case blanche b5 · Cavalier noir sur case noire e5 · Cavalier blanc sur case noire d4 · Pion blanc sur case blanche e4 · Pion blanc sur case noire a3 · Pion blanc sur case blanche h3 · Pion blanc sur case noire b2 · Fou blanc sur case blanche c2 · Fou blanc sur case noire d2 · Pion blanc sur case noire f2 · Pion blanc sur case blanche g2 · Tour blanche sur case noire a1 · Dame blanche sur case blanche d1 · Tour blanche sur case noire e1 · Roi blanc sur case noire g1 | Tour noire sur case blanche a8 · Fou noir sur case blanche c8 · Dame noire sur case noire d8 · Tour noire sur case noire f8 · Roi noir sur case blanche g8 · Pion noir sur case blanche f7 · Pion noir sur case noire g7 · Pion noir sur case blanche h7 · Pion noir sur case blanche a6 · Pion noir sur case noire d6 · Fou noir sur case noire f6 · Pion noir sur case blanche b5 · Cavalier noir sur case noire e5 · Cavalier blanc sur case noire d4 · Pion blanc sur case blanche e4 · Pion blanc sur case noire a3 · Pion blanc sur case blanche h3 · Pion blanc sur case noire b2 · Fou blanc sur case blanche c2 · Fou blanc sur case noire d2 · Pion blanc sur case noire f2 · Pion blanc sur case blanche g2 · Tour blanche sur case noire a1 · Dame blanche sur case blanche d1 · Tour blanche sur case noire e1 · Roi blanc sur case noire g1 | Tour noire sur case blanche a8 · Fou noir sur case blanche c8 · Dame noire sur case noire d8 · Tour noire sur case noire f8 · Roi noir sur case blanche g8 · Pion noir sur case blanche f7 · Pion noir sur case noire g7 · Pion noir sur case blanche h7 · Pion noir sur case blanche a6 · Pion noir sur case noire d6 · Fou noir sur case noire f6 · Pion noir sur case blanche b5 · Cavalier noir sur case noire e5 · Cavalier blanc sur case noire d4 · Pion blanc sur case blanche e4 · Pion blanc sur case noire a3 · Pion blanc sur case blanche h3 · Pion blanc sur case noire b2 · Fou blanc sur case blanche c2 · Fou blanc sur case noire d2 · Pion blanc sur case noire f2 · Pion blanc sur case blanche g2 · Tour blanche sur case noire a1 · Dame blanche sur case blanche d1 · Tour blanche sur case noire e1 · Roi blanc sur case noire g1 | Tour noire sur case blanche a8 · Fou noir sur case blanche c8 · Dame noire sur case noire d8 · Tour noire sur case noire f8 · Roi noir sur case blanche g8 · Pion noir sur case blanche f7 · Pion noir sur case noire g7 · Pion noir sur case blanche h7 · Pion noir sur case blanche a6 · Pion noir sur case noire d6 · Fou noir sur case noire f6 · Pion noir sur case blanche b5 · Cavalier noir sur case noire e5 · Cavalier blanc sur case noire d4 · Pion blanc sur case blanche e4 · Pion blanc sur case noire a3 · Pion blanc sur case blanche h3 · Pion blanc sur case noire b2 · Fou blanc sur case blanche c2 · Fou blanc sur case noire d2 · Pion blanc sur case noire f2 · Pion blanc sur case blanche g2 · Tour blanche sur case noire a1 · Dame blanche sur case blanche d1 · Tour blanche sur case noire e1 · Roi blanc sur case noire g1 | Tour noire sur case blanche a8 · Fou noir sur case blanche c8 · Dame noire sur case noire d8 · Tour noire sur case noire f8 · Roi noir sur case blanche g8 · Pion noir sur case blanche f7 · Pion noir sur case noire g7 · Pion noir sur case blanche h7 · Pion noir sur case blanche a6 · Pion noir sur case noire d6 · Fou noir sur case noire f6 · Pion noir sur case blanche b5 · Cavalier noir sur case noire e5 · Cavalier blanc sur case noire d4 · Pion blanc sur case blanche e4 · Pion blanc sur case noire a3 · Pion blanc sur case blanche h3 · Pion blanc sur case noire b2 · Fou blanc sur case blanche c2 · Fou blanc sur case noire d2 · Pion blanc sur case noire f2 · Pion blanc sur case blanche g2 · Tour blanche sur case noire a1 · Dame blanche sur case blanche d1 · Tour blanche sur case noire e1 · Roi blanc sur case noire g1 | Tour noire sur case blanche a8 · Fou noir sur case blanche c8 · Dame noire sur case noire d8 · Tour noire sur case noire f8 · Roi noir sur case blanche g8 · Pion noir sur case blanche f7 · Pion noir sur case noire g7 · Pion noir sur case blanche h7 · Pion noir sur case blanche a6 · Pion noir sur case noire d6 · Fou noir sur case noire f6 · Pion noir sur case blanche b5 · Cavalier noir sur case noire e5 · Cavalier blanc sur case noire d4 · Pion blanc sur case blanche e4 · Pion blanc sur case noire a3 · Pion blanc sur case blanche h3 · Pion blanc sur case noire b2 · Fou blanc sur case blanche c2 · Fou blanc sur case noire d2 · Pion blanc sur case noire f2 · Pion blanc sur case blanche g2 · Tour blanche sur case noire a1 · Dame blanche sur case blanche d1 · Tour blanche sur case noire e1 · Roi blanc sur case noire g1 | Tour noire sur case blanche a8 · Fou noir sur case blanche c8 · Dame noire sur case noire d8 · Tour noire sur case noire f8 · Roi noir sur case blanche g8 · Pion noir sur case blanche f7 · Pion noir sur case noire g7 · Pion noir sur case blanche h7 · Pion noir sur case blanche a6 · Pion noir sur case noire d6 · Fou noir sur case noire f6 · Pion noir sur case blanche b5 · Cavalier noir sur case noire e5 · Cavalier blanc sur case noire d4 · Pion blanc sur case blanche e4 · Pion blanc sur case noire a3 · Pion blanc sur case blanche h3 · Pion blanc sur case noire b2 · Fou blanc sur case blanche c2 · Fou blanc sur case noire d2 · Pion blanc sur case noire f2 · Pion blanc sur case blanche g2 · Tour blanche sur case noire a1 · Dame blanche sur case blanche d1 · Tour blanche sur case noire e1 · Roi blanc sur case noire g1 | 7 |
| 6 | Tour noire sur case blanche a8 · Fou noir sur case blanche c8 · Dame noire sur case noire d8 · Tour noire sur case noire f8 · Roi noir sur case blanche g8 · Pion noir sur case blanche f7 · Pion noir sur case noire g7 · Pion noir sur case blanche h7 · Pion noir sur case blanche a6 · Pion noir sur case noire d6 · Fou noir sur case noire f6 · Pion noir sur case blanche b5 · Cavalier noir sur case noire e5 · Cavalier blanc sur case noire d4 · Pion blanc sur case blanche e4 · Pion blanc sur case noire a3 · Pion blanc sur case blanche h3 · Pion blanc sur case noire b2 · Fou blanc sur case blanche c2 · Fou blanc sur case noire d2 · Pion blanc sur case noire f2 · Pion blanc sur case blanche g2 · Tour blanche sur case noire a1 · Dame blanche sur case blanche d1 · Tour blanche sur case noire e1 · Roi blanc sur case noire g1 | Tour noire sur case blanche a8 · Fou noir sur case blanche c8 · Dame noire sur case noire d8 · Tour noire sur case noire f8 · Roi noir sur case blanche g8 · Pion noir sur case blanche f7 · Pion noir sur case noire g7 · Pion noir sur case blanche h7 · Pion noir sur case blanche a6 · Pion noir sur case noire d6 · Fou noir sur case noire f6 · Pion noir sur case blanche b5 · Cavalier noir sur case noire e5 · Cavalier blanc sur case noire d4 · Pion blanc sur case blanche e4 · Pion blanc sur case noire a3 · Pion blanc sur case blanche h3 · Pion blanc sur case noire b2 · Fou blanc sur case blanche c2 · Fou blanc sur case noire d2 · Pion blanc sur case noire f2 · Pion blanc sur case blanche g2 · Tour blanche sur case noire a1 · Dame blanche sur case blanche d1 · Tour blanche sur case noire e1 · Roi blanc sur case noire g1 | Tour noire sur case blanche a8 · Fou noir sur case blanche c8 · Dame noire sur case noire d8 · Tour noire sur case noire f8 · Roi noir sur case blanche g8 · Pion noir sur case blanche f7 · Pion noir sur case noire g7 · Pion noir sur case blanche h7 · Pion noir sur case blanche a6 · Pion noir sur case noire d6 · Fou noir sur case noire f6 · Pion noir sur case blanche b5 · Cavalier noir sur case noire e5 · Cavalier blanc sur case noire d4 · Pion blanc sur case blanche e4 · Pion blanc sur case noire a3 · Pion blanc sur case blanche h3 · Pion blanc sur case noire b2 · Fou blanc sur case blanche c2 · Fou blanc sur case noire d2 · Pion blanc sur case noire f2 · Pion blanc sur case blanche g2 · Tour blanche sur case noire a1 · Dame blanche sur case blanche d1 · Tour blanche sur case noire e1 · Roi blanc sur case noire g1 | Tour noire sur case blanche a8 · Fou noir sur case blanche c8 · Dame noire sur case noire d8 · Tour noire sur case noire f8 · Roi noir sur case blanche g8 · Pion noir sur case blanche f7 · Pion noir sur case noire g7 · Pion noir sur case blanche h7 · Pion noir sur case blanche a6 · Pion noir sur case noire d6 · Fou noir sur case noire f6 · Pion noir sur case blanche b5 · Cavalier noir sur case noire e5 · Cavalier blanc sur case noire d4 · Pion blanc sur case blanche e4 · Pion blanc sur case noire a3 · Pion blanc sur case blanche h3 · Pion blanc sur case noire b2 · Fou blanc sur case blanche c2 · Fou blanc sur case noire d2 · Pion blanc sur case noire f2 · Pion blanc sur case blanche g2 · Tour blanche sur case noire a1 · Dame blanche sur case blanche d1 · Tour blanche sur case noire e1 · Roi blanc sur case noire g1 | Tour noire sur case blanche a8 · Fou noir sur case blanche c8 · Dame noire sur case noire d8 · Tour noire sur case noire f8 · Roi noir sur case blanche g8 · Pion noir sur case blanche f7 · Pion noir sur case noire g7 · Pion noir sur case blanche h7 · Pion noir sur case blanche a6 · Pion noir sur case noire d6 · Fou noir sur case noire f6 · Pion noir sur case blanche b5 · Cavalier noir sur case noire e5 · Cavalier blanc sur case noire d4 · Pion blanc sur case blanche e4 · Pion blanc sur case noire a3 · Pion blanc sur case blanche h3 · Pion blanc sur case noire b2 · Fou blanc sur case blanche c2 · Fou blanc sur case noire d2 · Pion blanc sur case noire f2 · Pion blanc sur case blanche g2 · Tour blanche sur case noire a1 · Dame blanche sur case blanche d1 · Tour blanche sur case noire e1 · Roi blanc sur case noire g1 | Tour noire sur case blanche a8 · Fou noir sur case blanche c8 · Dame noire sur case noire d8 · Tour noire sur case noire f8 · Roi noir sur case blanche g8 · Pion noir sur case blanche f7 · Pion noir sur case noire g7 · Pion noir sur case blanche h7 · Pion noir sur case blanche a6 · Pion noir sur case noire d6 · Fou noir sur case noire f6 · Pion noir sur case blanche b5 · Cavalier noir sur case noire e5 · Cavalier blanc sur case noire d4 · Pion blanc sur case blanche e4 · Pion blanc sur case noire a3 · Pion blanc sur case blanche h3 · Pion blanc sur case noire b2 · Fou blanc sur case blanche c2 · Fou blanc sur case noire d2 · Pion blanc sur case noire f2 · Pion blanc sur case blanche g2 · Tour blanche sur case noire a1 · Dame blanche sur case blanche d1 · Tour blanche sur case noire e1 · Roi blanc sur case noire g1 | Tour noire sur case blanche a8 · Fou noir sur case blanche c8 · Dame noire sur case noire d8 · Tour noire sur case noire f8 · Roi noir sur case blanche g8 · Pion noir sur case blanche f7 · Pion noir sur case noire g7 · Pion noir sur case blanche h7 · Pion noir sur case blanche a6 · Pion noir sur case noire d6 · Fou noir sur case noire f6 · Pion noir sur case blanche b5 · Cavalier noir sur case noire e5 · Cavalier blanc sur case noire d4 · Pion blanc sur case blanche e4 · Pion blanc sur case noire a3 · Pion blanc sur case blanche h3 · Pion blanc sur case noire b2 · Fou blanc sur case blanche c2 · Fou blanc sur case noire d2 · Pion blanc sur case noire f2 · Pion blanc sur case blanche g2 · Tour blanche sur case noire a1 · Dame blanche sur case blanche d1 · Tour blanche sur case noire e1 · Roi blanc sur case noire g1 | Tour noire sur case blanche a8 · Fou noir sur case blanche c8 · Dame noire sur case noire d8 · Tour noire sur case noire f8 · Roi noir sur case blanche g8 · Pion noir sur case blanche f7 · Pion noir sur case noire g7 · Pion noir sur case blanche h7 · Pion noir sur case blanche a6 · Pion noir sur case noire d6 · Fou noir sur case noire f6 · Pion noir sur case blanche b5 · Cavalier noir sur case noire e5 · Cavalier blanc sur case noire d4 · Pion blanc sur case blanche e4 · Pion blanc sur case noire a3 · Pion blanc sur case blanche h3 · Pion blanc sur case noire b2 · Fou blanc sur case blanche c2 · Fou blanc sur case noire d2 · Pion blanc sur case noire f2 · Pion blanc sur case blanche g2 · Tour blanche sur case noire a1 · Dame blanche sur case blanche d1 · Tour blanche sur case noire e1 · Roi blanc sur case noire g1 | 6 |
| 5 | Tour noire sur case blanche a8 · Fou noir sur case blanche c8 · Dame noire sur case noire d8 · Tour noire sur case noire f8 · Roi noir sur case blanche g8 · Pion noir sur case blanche f7 · Pion noir sur case noire g7 · Pion noir sur case blanche h7 · Pion noir sur case blanche a6 · Pion noir sur case noire d6 · Fou noir sur case noire f6 · Pion noir sur case blanche b5 · Cavalier noir sur case noire e5 · Cavalier blanc sur case noire d4 · Pion blanc sur case blanche e4 · Pion blanc sur case noire a3 · Pion blanc sur case blanche h3 · Pion blanc sur case noire b2 · Fou blanc sur case blanche c2 · Fou blanc sur case noire d2 · Pion blanc sur case noire f2 · Pion blanc sur case blanche g2 · Tour blanche sur case noire a1 · Dame blanche sur case blanche d1 · Tour blanche sur case noire e1 · Roi blanc sur case noire g1 | Tour noire sur case blanche a8 · Fou noir sur case blanche c8 · Dame noire sur case noire d8 · Tour noire sur case noire f8 · Roi noir sur case blanche g8 · Pion noir sur case blanche f7 · Pion noir sur case noire g7 · Pion noir sur case blanche h7 · Pion noir sur case blanche a6 · Pion noir sur case noire d6 · Fou noir sur case noire f6 · Pion noir sur case blanche b5 · Cavalier noir sur case noire e5 · Cavalier blanc sur case noire d4 · Pion blanc sur case blanche e4 · Pion blanc sur case noire a3 · Pion blanc sur case blanche h3 · Pion blanc sur case noire b2 · Fou blanc sur case blanche c2 · Fou blanc sur case noire d2 · Pion blanc sur case noire f2 · Pion blanc sur case blanche g2 · Tour blanche sur case noire a1 · Dame blanche sur case blanche d1 · Tour blanche sur case noire e1 · Roi blanc sur case noire g1 | Tour noire sur case blanche a8 · Fou noir sur case blanche c8 · Dame noire sur case noire d8 · Tour noire sur case noire f8 · Roi noir sur case blanche g8 · Pion noir sur case blanche f7 · Pion noir sur case noire g7 · Pion noir sur case blanche h7 · Pion noir sur case blanche a6 · Pion noir sur case noire d6 · Fou noir sur case noire f6 · Pion noir sur case blanche b5 · Cavalier noir sur case noire e5 · Cavalier blanc sur case noire d4 · Pion blanc sur case blanche e4 · Pion blanc sur case noire a3 · Pion blanc sur case blanche h3 · Pion blanc sur case noire b2 · Fou blanc sur case blanche c2 · Fou blanc sur case noire d2 · Pion blanc sur case noire f2 · Pion blanc sur case blanche g2 · Tour blanche sur case noire a1 · Dame blanche sur case blanche d1 · Tour blanche sur case noire e1 · Roi blanc sur case noire g1 | Tour noire sur case blanche a8 · Fou noir sur case blanche c8 · Dame noire sur case noire d8 · Tour noire sur case noire f8 · Roi noir sur case blanche g8 · Pion noir sur case blanche f7 · Pion noir sur case noire g7 · Pion noir sur case blanche h7 · Pion noir sur case blanche a6 · Pion noir sur case noire d6 · Fou noir sur case noire f6 · Pion noir sur case blanche b5 · Cavalier noir sur case noire e5 · Cavalier blanc sur case noire d4 · Pion blanc sur case blanche e4 · Pion blanc sur case noire a3 · Pion blanc sur case blanche h3 · Pion blanc sur case noire b2 · Fou blanc sur case blanche c2 · Fou blanc sur case noire d2 · Pion blanc sur case noire f2 · Pion blanc sur case blanche g2 · Tour blanche sur case noire a1 · Dame blanche sur case blanche d1 · Tour blanche sur case noire e1 · Roi blanc sur case noire g1 | Tour noire sur case blanche a8 · Fou noir sur case blanche c8 · Dame noire sur case noire d8 · Tour noire sur case noire f8 · Roi noir sur case blanche g8 · Pion noir sur case blanche f7 · Pion noir sur case noire g7 · Pion noir sur case blanche h7 · Pion noir sur case blanche a6 · Pion noir sur case noire d6 · Fou noir sur case noire f6 · Pion noir sur case blanche b5 · Cavalier noir sur case noire e5 · Cavalier blanc sur case noire d4 · Pion blanc sur case blanche e4 · Pion blanc sur case noire a3 · Pion blanc sur case blanche h3 · Pion blanc sur case noire b2 · Fou blanc sur case blanche c2 · Fou blanc sur case noire d2 · Pion blanc sur case noire f2 · Pion blanc sur case blanche g2 · Tour blanche sur case noire a1 · Dame blanche sur case blanche d1 · Tour blanche sur case noire e1 · Roi blanc sur case noire g1 | Tour noire sur case blanche a8 · Fou noir sur case blanche c8 · Dame noire sur case noire d8 · Tour noire sur case noire f8 · Roi noir sur case blanche g8 · Pion noir sur case blanche f7 · Pion noir sur case noire g7 · Pion noir sur case blanche h7 · Pion noir sur case blanche a6 · Pion noir sur case noire d6 · Fou noir sur case noire f6 · Pion noir sur case blanche b5 · Cavalier noir sur case noire e5 · Cavalier blanc sur case noire d4 · Pion blanc sur case blanche e4 · Pion blanc sur case noire a3 · Pion blanc sur case blanche h3 · Pion blanc sur case noire b2 · Fou blanc sur case blanche c2 · Fou blanc sur case noire d2 · Pion blanc sur case noire f2 · Pion blanc sur case blanche g2 · Tour blanche sur case noire a1 · Dame blanche sur case blanche d1 · Tour blanche sur case noire e1 · Roi blanc sur case noire g1 | Tour noire sur case blanche a8 · Fou noir sur case blanche c8 · Dame noire sur case noire d8 · Tour noire sur case noire f8 · Roi noir sur case blanche g8 · Pion noir sur case blanche f7 · Pion noir sur case noire g7 · Pion noir sur case blanche h7 · Pion noir sur case blanche a6 · Pion noir sur case noire d6 · Fou noir sur case noire f6 · Pion noir sur case blanche b5 · Cavalier noir sur case noire e5 · Cavalier blanc sur case noire d4 · Pion blanc sur case blanche e4 · Pion blanc sur case noire a3 · Pion blanc sur case blanche h3 · Pion blanc sur case noire b2 · Fou blanc sur case blanche c2 · Fou blanc sur case noire d2 · Pion blanc sur case noire f2 · Pion blanc sur case blanche g2 · Tour blanche sur case noire a1 · Dame blanche sur case blanche d1 · Tour blanche sur case noire e1 · Roi blanc sur case noire g1 | Tour noire sur case blanche a8 · Fou noir sur case blanche c8 · Dame noire sur case noire d8 · Tour noire sur case noire f8 · Roi noir sur case blanche g8 · Pion noir sur case blanche f7 · Pion noir sur case noire g7 · Pion noir sur case blanche h7 · Pion noir sur case blanche a6 · Pion noir sur case noire d6 · Fou noir sur case noire f6 · Pion noir sur case blanche b5 · Cavalier noir sur case noire e5 · Cavalier blanc sur case noire d4 · Pion blanc sur case blanche e4 · Pion blanc sur case noire a3 · Pion blanc sur case blanche h3 · Pion blanc sur case noire b2 · Fou blanc sur case blanche c2 · Fou blanc sur case noire d2 · Pion blanc sur case noire f2 · Pion blanc sur case blanche g2 · Tour blanche sur case noire a1 · Dame blanche sur case blanche d1 · Tour blanche sur case noire e1 · Roi blanc sur case noire g1 | 5 |
| 4 | Tour noire sur case blanche a8 · Fou noir sur case blanche c8 · Dame noire sur case noire d8 · Tour noire sur case noire f8 · Roi noir sur case blanche g8 · Pion noir sur case blanche f7 · Pion noir sur case noire g7 · Pion noir sur case blanche h7 · Pion noir sur case blanche a6 · Pion noir sur case noire d6 · Fou noir sur case noire f6 · Pion noir sur case blanche b5 · Cavalier noir sur case noire e5 · Cavalier blanc sur case noire d4 · Pion blanc sur case blanche e4 · Pion blanc sur case noire a3 · Pion blanc sur case blanche h3 · Pion blanc sur case noire b2 · Fou blanc sur case blanche c2 · Fou blanc sur case noire d2 · Pion blanc sur case noire f2 · Pion blanc sur case blanche g2 · Tour blanche sur case noire a1 · Dame blanche sur case blanche d1 · Tour blanche sur case noire e1 · Roi blanc sur case noire g1 | Tour noire sur case blanche a8 · Fou noir sur case blanche c8 · Dame noire sur case noire d8 · Tour noire sur case noire f8 · Roi noir sur case blanche g8 · Pion noir sur case blanche f7 · Pion noir sur case noire g7 · Pion noir sur case blanche h7 · Pion noir sur case blanche a6 · Pion noir sur case noire d6 · Fou noir sur case noire f6 · Pion noir sur case blanche b5 · Cavalier noir sur case noire e5 · Cavalier blanc sur case noire d4 · Pion blanc sur case blanche e4 · Pion blanc sur case noire a3 · Pion blanc sur case blanche h3 · Pion blanc sur case noire b2 · Fou blanc sur case blanche c2 · Fou blanc sur case noire d2 · Pion blanc sur case noire f2 · Pion blanc sur case blanche g2 · Tour blanche sur case noire a1 · Dame blanche sur case blanche d1 · Tour blanche sur case noire e1 · Roi blanc sur case noire g1 | Tour noire sur case blanche a8 · Fou noir sur case blanche c8 · Dame noire sur case noire d8 · Tour noire sur case noire f8 · Roi noir sur case blanche g8 · Pion noir sur case blanche f7 · Pion noir sur case noire g7 · Pion noir sur case blanche h7 · Pion noir sur case blanche a6 · Pion noir sur case noire d6 · Fou noir sur case noire f6 · Pion noir sur case blanche b5 · Cavalier noir sur case noire e5 · Cavalier blanc sur case noire d4 · Pion blanc sur case blanche e4 · Pion blanc sur case noire a3 · Pion blanc sur case blanche h3 · Pion blanc sur case noire b2 · Fou blanc sur case blanche c2 · Fou blanc sur case noire d2 · Pion blanc sur case noire f2 · Pion blanc sur case blanche g2 · Tour blanche sur case noire a1 · Dame blanche sur case blanche d1 · Tour blanche sur case noire e1 · Roi blanc sur case noire g1 | Tour noire sur case blanche a8 · Fou noir sur case blanche c8 · Dame noire sur case noire d8 · Tour noire sur case noire f8 · Roi noir sur case blanche g8 · Pion noir sur case blanche f7 · Pion noir sur case noire g7 · Pion noir sur case blanche h7 · Pion noir sur case blanche a6 · Pion noir sur case noire d6 · Fou noir sur case noire f6 · Pion noir sur case blanche b5 · Cavalier noir sur case noire e5 · Cavalier blanc sur case noire d4 · Pion blanc sur case blanche e4 · Pion blanc sur case noire a3 · Pion blanc sur case blanche h3 · Pion blanc sur case noire b2 · Fou blanc sur case blanche c2 · Fou blanc sur case noire d2 · Pion blanc sur case noire f2 · Pion blanc sur case blanche g2 · Tour blanche sur case noire a1 · Dame blanche sur case blanche d1 · Tour blanche sur case noire e1 · Roi blanc sur case noire g1 | Tour noire sur case blanche a8 · Fou noir sur case blanche c8 · Dame noire sur case noire d8 · Tour noire sur case noire f8 · Roi noir sur case blanche g8 · Pion noir sur case blanche f7 · Pion noir sur case noire g7 · Pion noir sur case blanche h7 · Pion noir sur case blanche a6 · Pion noir sur case noire d6 · Fou noir sur case noire f6 · Pion noir sur case blanche b5 · Cavalier noir sur case noire e5 · Cavalier blanc sur case noire d4 · Pion blanc sur case blanche e4 · Pion blanc sur case noire a3 · Pion blanc sur case blanche h3 · Pion blanc sur case noire b2 · Fou blanc sur case blanche c2 · Fou blanc sur case noire d2 · Pion blanc sur case noire f2 · Pion blanc sur case blanche g2 · Tour blanche sur case noire a1 · Dame blanche sur case blanche d1 · Tour blanche sur case noire e1 · Roi blanc sur case noire g1 | Tour noire sur case blanche a8 · Fou noir sur case blanche c8 · Dame noire sur case noire d8 · Tour noire sur case noire f8 · Roi noir sur case blanche g8 · Pion noir sur case blanche f7 · Pion noir sur case noire g7 · Pion noir sur case blanche h7 · Pion noir sur case blanche a6 · Pion noir sur case noire d6 · Fou noir sur case noire f6 · Pion noir sur case blanche b5 · Cavalier noir sur case noire e5 · Cavalier blanc sur case noire d4 · Pion blanc sur case blanche e4 · Pion blanc sur case noire a3 · Pion blanc sur case blanche h3 · Pion blanc sur case noire b2 · Fou blanc sur case blanche c2 · Fou blanc sur case noire d2 · Pion blanc sur case noire f2 · Pion blanc sur case blanche g2 · Tour blanche sur case noire a1 · Dame blanche sur case blanche d1 · Tour blanche sur case noire e1 · Roi blanc sur case noire g1 | Tour noire sur case blanche a8 · Fou noir sur case blanche c8 · Dame noire sur case noire d8 · Tour noire sur case noire f8 · Roi noir sur case blanche g8 · Pion noir sur case blanche f7 · Pion noir sur case noire g7 · Pion noir sur case blanche h7 · Pion noir sur case blanche a6 · Pion noir sur case noire d6 · Fou noir sur case noire f6 · Pion noir sur case blanche b5 · Cavalier noir sur case noire e5 · Cavalier blanc sur case noire d4 · Pion blanc sur case blanche e4 · Pion blanc sur case noire a3 · Pion blanc sur case blanche h3 · Pion blanc sur case noire b2 · Fou blanc sur case blanche c2 · Fou blanc sur case noire d2 · Pion blanc sur case noire f2 · Pion blanc sur case blanche g2 · Tour blanche sur case noire a1 · Dame blanche sur case blanche d1 · Tour blanche sur case noire e1 · Roi blanc sur case noire g1 | Tour noire sur case blanche a8 · Fou noir sur case blanche c8 · Dame noire sur case noire d8 · Tour noire sur case noire f8 · Roi noir sur case blanche g8 · Pion noir sur case blanche f7 · Pion noir sur case noire g7 · Pion noir sur case blanche h7 · Pion noir sur case blanche a6 · Pion noir sur case noire d6 · Fou noir sur case noire f6 · Pion noir sur case blanche b5 · Cavalier noir sur case noire e5 · Cavalier blanc sur case noire d4 · Pion blanc sur case blanche e4 · Pion blanc sur case noire a3 · Pion blanc sur case blanche h3 · Pion blanc sur case noire b2 · Fou blanc sur case blanche c2 · Fou blanc sur case noire d2 · Pion blanc sur case noire f2 · Pion blanc sur case blanche g2 · Tour blanche sur case noire a1 · Dame blanche sur case blanche d1 · Tour blanche sur case noire e1 · Roi blanc sur case noire g1 | 4 |
| 3 | Tour noire sur case blanche a8 · Fou noir sur case blanche c8 · Dame noire sur case noire d8 · Tour noire sur case noire f8 · Roi noir sur case blanche g8 · Pion noir sur case blanche f7 · Pion noir sur case noire g7 · Pion noir sur case blanche h7 · Pion noir sur case blanche a6 · Pion noir sur case noire d6 · Fou noir sur case noire f6 · Pion noir sur case blanche b5 · Cavalier noir sur case noire e5 · Cavalier blanc sur case noire d4 · Pion blanc sur case blanche e4 · Pion blanc sur case noire a3 · Pion blanc sur case blanche h3 · Pion blanc sur case noire b2 · Fou blanc sur case blanche c2 · Fou blanc sur case noire d2 · Pion blanc sur case noire f2 · Pion blanc sur case blanche g2 · Tour blanche sur case noire a1 · Dame blanche sur case blanche d1 · Tour blanche sur case noire e1 · Roi blanc sur case noire g1 | Tour noire sur case blanche a8 · Fou noir sur case blanche c8 · Dame noire sur case noire d8 · Tour noire sur case noire f8 · Roi noir sur case blanche g8 · Pion noir sur case blanche f7 · Pion noir sur case noire g7 · Pion noir sur case blanche h7 · Pion noir sur case blanche a6 · Pion noir sur case noire d6 · Fou noir sur case noire f6 · Pion noir sur case blanche b5 · Cavalier noir sur case noire e5 · Cavalier blanc sur case noire d4 · Pion blanc sur case blanche e4 · Pion blanc sur case noire a3 · Pion blanc sur case blanche h3 · Pion blanc sur case noire b2 · Fou blanc sur case blanche c2 · Fou blanc sur case noire d2 · Pion blanc sur case noire f2 · Pion blanc sur case blanche g2 · Tour blanche sur case noire a1 · Dame blanche sur case blanche d1 · Tour blanche sur case noire e1 · Roi blanc sur case noire g1 | Tour noire sur case blanche a8 · Fou noir sur case blanche c8 · Dame noire sur case noire d8 · Tour noire sur case noire f8 · Roi noir sur case blanche g8 · Pion noir sur case blanche f7 · Pion noir sur case noire g7 · Pion noir sur case blanche h7 · Pion noir sur case blanche a6 · Pion noir sur case noire d6 · Fou noir sur case noire f6 · Pion noir sur case blanche b5 · Cavalier noir sur case noire e5 · Cavalier blanc sur case noire d4 · Pion blanc sur case blanche e4 · Pion blanc sur case noire a3 · Pion blanc sur case blanche h3 · Pion blanc sur case noire b2 · Fou blanc sur case blanche c2 · Fou blanc sur case noire d2 · Pion blanc sur case noire f2 · Pion blanc sur case blanche g2 · Tour blanche sur case noire a1 · Dame blanche sur case blanche d1 · Tour blanche sur case noire e1 · Roi blanc sur case noire g1 | Tour noire sur case blanche a8 · Fou noir sur case blanche c8 · Dame noire sur case noire d8 · Tour noire sur case noire f8 · Roi noir sur case blanche g8 · Pion noir sur case blanche f7 · Pion noir sur case noire g7 · Pion noir sur case blanche h7 · Pion noir sur case blanche a6 · Pion noir sur case noire d6 · Fou noir sur case noire f6 · Pion noir sur case blanche b5 · Cavalier noir sur case noire e5 · Cavalier blanc sur case noire d4 · Pion blanc sur case blanche e4 · Pion blanc sur case noire a3 · Pion blanc sur case blanche h3 · Pion blanc sur case noire b2 · Fou blanc sur case blanche c2 · Fou blanc sur case noire d2 · Pion blanc sur case noire f2 · Pion blanc sur case blanche g2 · Tour blanche sur case noire a1 · Dame blanche sur case blanche d1 · Tour blanche sur case noire e1 · Roi blanc sur case noire g1 | Tour noire sur case blanche a8 · Fou noir sur case blanche c8 · Dame noire sur case noire d8 · Tour noire sur case noire f8 · Roi noir sur case blanche g8 · Pion noir sur case blanche f7 · Pion noir sur case noire g7 · Pion noir sur case blanche h7 · Pion noir sur case blanche a6 · Pion noir sur case noire d6 · Fou noir sur case noire f6 · Pion noir sur case blanche b5 · Cavalier noir sur case noire e5 · Cavalier blanc sur case noire d4 · Pion blanc sur case blanche e4 · Pion blanc sur case noire a3 · Pion blanc sur case blanche h3 · Pion blanc sur case noire b2 · Fou blanc sur case blanche c2 · Fou blanc sur case noire d2 · Pion blanc sur case noire f2 · Pion blanc sur case blanche g2 · Tour blanche sur case noire a1 · Dame blanche sur case blanche d1 · Tour blanche sur case noire e1 · Roi blanc sur case noire g1 | Tour noire sur case blanche a8 · Fou noir sur case blanche c8 · Dame noire sur case noire d8 · Tour noire sur case noire f8 · Roi noir sur case blanche g8 · Pion noir sur case blanche f7 · Pion noir sur case noire g7 · Pion noir sur case blanche h7 · Pion noir sur case blanche a6 · Pion noir sur case noire d6 · Fou noir sur case noire f6 · Pion noir sur case blanche b5 · Cavalier noir sur case noire e5 · Cavalier blanc sur case noire d4 · Pion blanc sur case blanche e4 · Pion blanc sur case noire a3 · Pion blanc sur case blanche h3 · Pion blanc sur case noire b2 · Fou blanc sur case blanche c2 · Fou blanc sur case noire d2 · Pion blanc sur case noire f2 · Pion blanc sur case blanche g2 · Tour blanche sur case noire a1 · Dame blanche sur case blanche d1 · Tour blanche sur case noire e1 · Roi blanc sur case noire g1 | Tour noire sur case blanche a8 · Fou noir sur case blanche c8 · Dame noire sur case noire d8 · Tour noire sur case noire f8 · Roi noir sur case blanche g8 · Pion noir sur case blanche f7 · Pion noir sur case noire g7 · Pion noir sur case blanche h7 · Pion noir sur case blanche a6 · Pion noir sur case noire d6 · Fou noir sur case noire f6 · Pion noir sur case blanche b5 · Cavalier noir sur case noire e5 · Cavalier blanc sur case noire d4 · Pion blanc sur case blanche e4 · Pion blanc sur case noire a3 · Pion blanc sur case blanche h3 · Pion blanc sur case noire b2 · Fou blanc sur case blanche c2 · Fou blanc sur case noire d2 · Pion blanc sur case noire f2 · Pion blanc sur case blanche g2 · Tour blanche sur case noire a1 · Dame blanche sur case blanche d1 · Tour blanche sur case noire e1 · Roi blanc sur case noire g1 | Tour noire sur case blanche a8 · Fou noir sur case blanche c8 · Dame noire sur case noire d8 · Tour noire sur case noire f8 · Roi noir sur case blanche g8 · Pion noir sur case blanche f7 · Pion noir sur case noire g7 · Pion noir sur case blanche h7 · Pion noir sur case blanche a6 · Pion noir sur case noire d6 · Fou noir sur case noire f6 · Pion noir sur case blanche b5 · Cavalier noir sur case noire e5 · Cavalier blanc sur case noire d4 · Pion blanc sur case blanche e4 · Pion blanc sur case noire a3 · Pion blanc sur case blanche h3 · Pion blanc sur case noire b2 · Fou blanc sur case blanche c2 · Fou blanc sur case noire d2 · Pion blanc sur case noire f2 · Pion blanc sur case blanche g2 · Tour blanche sur case noire a1 · Dame blanche sur case blanche d1 · Tour blanche sur case noire e1 · Roi blanc sur case noire g1 | 3 |
| 2 | Tour noire sur case blanche a8 · Fou noir sur case blanche c8 · Dame noire sur case noire d8 · Tour noire sur case noire f8 · Roi noir sur case blanche g8 · Pion noir sur case blanche f7 · Pion noir sur case noire g7 · Pion noir sur case blanche h7 · Pion noir sur case blanche a6 · Pion noir sur case noire d6 · Fou noir sur case noire f6 · Pion noir sur case blanche b5 · Cavalier noir sur case noire e5 · Cavalier blanc sur case noire d4 · Pion blanc sur case blanche e4 · Pion blanc sur case noire a3 · Pion blanc sur case blanche h3 · Pion blanc sur case noire b2 · Fou blanc sur case blanche c2 · Fou blanc sur case noire d2 · Pion blanc sur case noire f2 · Pion blanc sur case blanche g2 · Tour blanche sur case noire a1 · Dame blanche sur case blanche d1 · Tour blanche sur case noire e1 · Roi blanc sur case noire g1 | Tour noire sur case blanche a8 · Fou noir sur case blanche c8 · Dame noire sur case noire d8 · Tour noire sur case noire f8 · Roi noir sur case blanche g8 · Pion noir sur case blanche f7 · Pion noir sur case noire g7 · Pion noir sur case blanche h7 · Pion noir sur case blanche a6 · Pion noir sur case noire d6 · Fou noir sur case noire f6 · Pion noir sur case blanche b5 · Cavalier noir sur case noire e5 · Cavalier blanc sur case noire d4 · Pion blanc sur case blanche e4 · Pion blanc sur case noire a3 · Pion blanc sur case blanche h3 · Pion blanc sur case noire b2 · Fou blanc sur case blanche c2 · Fou blanc sur case noire d2 · Pion blanc sur case noire f2 · Pion blanc sur case blanche g2 · Tour blanche sur case noire a1 · Dame blanche sur case blanche d1 · Tour blanche sur case noire e1 · Roi blanc sur case noire g1 | Tour noire sur case blanche a8 · Fou noir sur case blanche c8 · Dame noire sur case noire d8 · Tour noire sur case noire f8 · Roi noir sur case blanche g8 · Pion noir sur case blanche f7 · Pion noir sur case noire g7 · Pion noir sur case blanche h7 · Pion noir sur case blanche a6 · Pion noir sur case noire d6 · Fou noir sur case noire f6 · Pion noir sur case blanche b5 · Cavalier noir sur case noire e5 · Cavalier blanc sur case noire d4 · Pion blanc sur case blanche e4 · Pion blanc sur case noire a3 · Pion blanc sur case blanche h3 · Pion blanc sur case noire b2 · Fou blanc sur case blanche c2 · Fou blanc sur case noire d2 · Pion blanc sur case noire f2 · Pion blanc sur case blanche g2 · Tour blanche sur case noire a1 · Dame blanche sur case blanche d1 · Tour blanche sur case noire e1 · Roi blanc sur case noire g1 | Tour noire sur case blanche a8 · Fou noir sur case blanche c8 · Dame noire sur case noire d8 · Tour noire sur case noire f8 · Roi noir sur case blanche g8 · Pion noir sur case blanche f7 · Pion noir sur case noire g7 · Pion noir sur case blanche h7 · Pion noir sur case blanche a6 · Pion noir sur case noire d6 · Fou noir sur case noire f6 · Pion noir sur case blanche b5 · Cavalier noir sur case noire e5 · Cavalier blanc sur case noire d4 · Pion blanc sur case blanche e4 · Pion blanc sur case noire a3 · Pion blanc sur case blanche h3 · Pion blanc sur case noire b2 · Fou blanc sur case blanche c2 · Fou blanc sur case noire d2 · Pion blanc sur case noire f2 · Pion blanc sur case blanche g2 · Tour blanche sur case noire a1 · Dame blanche sur case blanche d1 · Tour blanche sur case noire e1 · Roi blanc sur case noire g1 | Tour noire sur case blanche a8 · Fou noir sur case blanche c8 · Dame noire sur case noire d8 · Tour noire sur case noire f8 · Roi noir sur case blanche g8 · Pion noir sur case blanche f7 · Pion noir sur case noire g7 · Pion noir sur case blanche h7 · Pion noir sur case blanche a6 · Pion noir sur case noire d6 · Fou noir sur case noire f6 · Pion noir sur case blanche b5 · Cavalier noir sur case noire e5 · Cavalier blanc sur case noire d4 · Pion blanc sur case blanche e4 · Pion blanc sur case noire a3 · Pion blanc sur case blanche h3 · Pion blanc sur case noire b2 · Fou blanc sur case blanche c2 · Fou blanc sur case noire d2 · Pion blanc sur case noire f2 · Pion blanc sur case blanche g2 · Tour blanche sur case noire a1 · Dame blanche sur case blanche d1 · Tour blanche sur case noire e1 · Roi blanc sur case noire g1 | Tour noire sur case blanche a8 · Fou noir sur case blanche c8 · Dame noire sur case noire d8 · Tour noire sur case noire f8 · Roi noir sur case blanche g8 · Pion noir sur case blanche f7 · Pion noir sur case noire g7 · Pion noir sur case blanche h7 · Pion noir sur case blanche a6 · Pion noir sur case noire d6 · Fou noir sur case noire f6 · Pion noir sur case blanche b5 · Cavalier noir sur case noire e5 · Cavalier blanc sur case noire d4 · Pion blanc sur case blanche e4 · Pion blanc sur case noire a3 · Pion blanc sur case blanche h3 · Pion blanc sur case noire b2 · Fou blanc sur case blanche c2 · Fou blanc sur case noire d2 · Pion blanc sur case noire f2 · Pion blanc sur case blanche g2 · Tour blanche sur case noire a1 · Dame blanche sur case blanche d1 · Tour blanche sur case noire e1 · Roi blanc sur case noire g1 | Tour noire sur case blanche a8 · Fou noir sur case blanche c8 · Dame noire sur case noire d8 · Tour noire sur case noire f8 · Roi noir sur case blanche g8 · Pion noir sur case blanche f7 · Pion noir sur case noire g7 · Pion noir sur case blanche h7 · Pion noir sur case blanche a6 · Pion noir sur case noire d6 · Fou noir sur case noire f6 · Pion noir sur case blanche b5 · Cavalier noir sur case noire e5 · Cavalier blanc sur case noire d4 · Pion blanc sur case blanche e4 · Pion blanc sur case noire a3 · Pion blanc sur case blanche h3 · Pion blanc sur case noire b2 · Fou blanc sur case blanche c2 · Fou blanc sur case noire d2 · Pion blanc sur case noire f2 · Pion blanc sur case blanche g2 · Tour blanche sur case noire a1 · Dame blanche sur case blanche d1 · Tour blanche sur case noire e1 · Roi blanc sur case noire g1 | Tour noire sur case blanche a8 · Fou noir sur case blanche c8 · Dame noire sur case noire d8 · Tour noire sur case noire f8 · Roi noir sur case blanche g8 · Pion noir sur case blanche f7 · Pion noir sur case noire g7 · Pion noir sur case blanche h7 · Pion noir sur case blanche a6 · Pion noir sur case noire d6 · Fou noir sur case noire f6 · Pion noir sur case blanche b5 · Cavalier noir sur case noire e5 · Cavalier blanc sur case noire d4 · Pion blanc sur case blanche e4 · Pion blanc sur case noire a3 · Pion blanc sur case blanche h3 · Pion blanc sur case noire b2 · Fou blanc sur case blanche c2 · Fou blanc sur case noire d2 · Pion blanc sur case noire f2 · Pion blanc sur case blanche g2 · Tour blanche sur case noire a1 · Dame blanche sur case blanche d1 · Tour blanche sur case noire e1 · Roi blanc sur case noire g1 | 2 |
| 1 | Tour noire sur case blanche a8 · Fou noir sur case blanche c8 · Dame noire sur case noire d8 · Tour noire sur case noire f8 · Roi noir sur case blanche g8 · Pion noir sur case blanche f7 · Pion noir sur case noire g7 · Pion noir sur case blanche h7 · Pion noir sur case blanche a6 · Pion noir sur case noire d6 · Fou noir sur case noire f6 · Pion noir sur case blanche b5 · Cavalier noir sur case noire e5 · Cavalier blanc sur case noire d4 · Pion blanc sur case blanche e4 · Pion blanc sur case noire a3 · Pion blanc sur case blanche h3 · Pion blanc sur case noire b2 · Fou blanc sur case blanche c2 · Fou blanc sur case noire d2 · Pion blanc sur case noire f2 · Pion blanc sur case blanche g2 · Tour blanche sur case noire a1 · Dame blanche sur case blanche d1 · Tour blanche sur case noire e1 · Roi blanc sur case noire g1 | Tour noire sur case blanche a8 · Fou noir sur case blanche c8 · Dame noire sur case noire d8 · Tour noire sur case noire f8 · Roi noir sur case blanche g8 · Pion noir sur case blanche f7 · Pion noir sur case noire g7 · Pion noir sur case blanche h7 · Pion noir sur case blanche a6 · Pion noir sur case noire d6 · Fou noir sur case noire f6 · Pion noir sur case blanche b5 · Cavalier noir sur case noire e5 · Cavalier blanc sur case noire d4 · Pion blanc sur case blanche e4 · Pion blanc sur case noire a3 · Pion blanc sur case blanche h3 · Pion blanc sur case noire b2 · Fou blanc sur case blanche c2 · Fou blanc sur case noire d2 · Pion blanc sur case noire f2 · Pion blanc sur case blanche g2 · Tour blanche sur case noire a1 · Dame blanche sur case blanche d1 · Tour blanche sur case noire e1 · Roi blanc sur case noire g1 | Tour noire sur case blanche a8 · Fou noir sur case blanche c8 · Dame noire sur case noire d8 · Tour noire sur case noire f8 · Roi noir sur case blanche g8 · Pion noir sur case blanche f7 · Pion noir sur case noire g7 · Pion noir sur case blanche h7 · Pion noir sur case blanche a6 · Pion noir sur case noire d6 · Fou noir sur case noire f6 · Pion noir sur case blanche b5 · Cavalier noir sur case noire e5 · Cavalier blanc sur case noire d4 · Pion blanc sur case blanche e4 · Pion blanc sur case noire a3 · Pion blanc sur case blanche h3 · Pion blanc sur case noire b2 · Fou blanc sur case blanche c2 · Fou blanc sur case noire d2 · Pion blanc sur case noire f2 · Pion blanc sur case blanche g2 · Tour blanche sur case noire a1 · Dame blanche sur case blanche d1 · Tour blanche sur case noire e1 · Roi blanc sur case noire g1 | Tour noire sur case blanche a8 · Fou noir sur case blanche c8 · Dame noire sur case noire d8 · Tour noire sur case noire f8 · Roi noir sur case blanche g8 · Pion noir sur case blanche f7 · Pion noir sur case noire g7 · Pion noir sur case blanche h7 · Pion noir sur case blanche a6 · Pion noir sur case noire d6 · Fou noir sur case noire f6 · Pion noir sur case blanche b5 · Cavalier noir sur case noire e5 · Cavalier blanc sur case noire d4 · Pion blanc sur case blanche e4 · Pion blanc sur case noire a3 · Pion blanc sur case blanche h3 · Pion blanc sur case noire b2 · Fou blanc sur case blanche c2 · Fou blanc sur case noire d2 · Pion blanc sur case noire f2 · Pion blanc sur case blanche g2 · Tour blanche sur case noire a1 · Dame blanche sur case blanche d1 · Tour blanche sur case noire e1 · Roi blanc sur case noire g1 | Tour noire sur case blanche a8 · Fou noir sur case blanche c8 · Dame noire sur case noire d8 · Tour noire sur case noire f8 · Roi noir sur case blanche g8 · Pion noir sur case blanche f7 · Pion noir sur case noire g7 · Pion noir sur case blanche h7 · Pion noir sur case blanche a6 · Pion noir sur case noire d6 · Fou noir sur case noire f6 · Pion noir sur case blanche b5 · Cavalier noir sur case noire e5 · Cavalier blanc sur case noire d4 · Pion blanc sur case blanche e4 · Pion blanc sur case noire a3 · Pion blanc sur case blanche h3 · Pion blanc sur case noire b2 · Fou blanc sur case blanche c2 · Fou blanc sur case noire d2 · Pion blanc sur case noire f2 · Pion blanc sur case blanche g2 · Tour blanche sur case noire a1 · Dame blanche sur case blanche d1 · Tour blanche sur case noire e1 · Roi blanc sur case noire g1 | Tour noire sur case blanche a8 · Fou noir sur case blanche c8 · Dame noire sur case noire d8 · Tour noire sur case noire f8 · Roi noir sur case blanche g8 · Pion noir sur case blanche f7 · Pion noir sur case noire g7 · Pion noir sur case blanche h7 · Pion noir sur case blanche a6 · Pion noir sur case noire d6 · Fou noir sur case noire f6 · Pion noir sur case blanche b5 · Cavalier noir sur case noire e5 · Cavalier blanc sur case noire d4 · Pion blanc sur case blanche e4 · Pion blanc sur case noire a3 · Pion blanc sur case blanche h3 · Pion blanc sur case noire b2 · Fou blanc sur case blanche c2 · Fou blanc sur case noire d2 · Pion blanc sur case noire f2 · Pion blanc sur case blanche g2 · Tour blanche sur case noire a1 · Dame blanche sur case blanche d1 · Tour blanche sur case noire e1 · Roi blanc sur case noire g1 | Tour noire sur case blanche a8 · Fou noir sur case blanche c8 · Dame noire sur case noire d8 · Tour noire sur case noire f8 · Roi noir sur case blanche g8 · Pion noir sur case blanche f7 · Pion noir sur case noire g7 · Pion noir sur case blanche h7 · Pion noir sur case blanche a6 · Pion noir sur case noire d6 · Fou noir sur case noire f6 · Pion noir sur case blanche b5 · Cavalier noir sur case noire e5 · Cavalier blanc sur case noire d4 · Pion blanc sur case blanche e4 · Pion blanc sur case noire a3 · Pion blanc sur case blanche h3 · Pion blanc sur case noire b2 · Fou blanc sur case blanche c2 · Fou blanc sur case noire d2 · Pion blanc sur case noire f2 · Pion blanc sur case blanche g2 · Tour blanche sur case noire a1 · Dame blanche sur case blanche d1 · Tour blanche sur case noire e1 · Roi blanc sur case noire g1 | Tour noire sur case blanche a8 · Fou noir sur case blanche c8 · Dame noire sur case noire d8 · Tour noire sur case noire f8 · Roi noir sur case blanche g8 · Pion noir sur case blanche f7 · Pion noir sur case noire g7 · Pion noir sur case blanche h7 · Pion noir sur case blanche a6 · Pion noir sur case noire d6 · Fou noir sur case noire f6 · Pion noir sur case blanche b5 · Cavalier noir sur case noire e5 · Cavalier blanc sur case noire d4 · Pion blanc sur case blanche e4 · Pion blanc sur case noire a3 · Pion blanc sur case blanche h3 · Pion blanc sur case noire b2 · Fou blanc sur case blanche c2 · Fou blanc sur case noire d2 · Pion blanc sur case noire f2 · Pion blanc sur case blanche g2 · Tour blanche sur case noire a1 · Dame blanche sur case blanche d1 · Tour blanche sur case noire e1 · Roi blanc sur case noire g1 | 1 |
|   | a | b | c | d | e | f | g | h |   |

Dans le second sens du terme, la pièce desperado, susceptible d'être capturée, s'empare d'une pièce adverse avant d’être elle-même prise. Un exemple est la partie Mikhaïl Tal–Paul Keres, tournoi des candidats, Curaçao, 1962 (voir le diagramme ci-contre).
Voyant que le cavalier blanc en d4 est sans protection, Keres proposa une simplification de la position par 18... Cd3!, car après 19. Fxd3 Fxd4 20. Tb1?, il disposerait de 20... Df6! attaquant simultanément les pions blancs b et f.
Fidèle à son style de jeu, Tal préféra les complications avec 19. Cc6? Cxf2! (desperado), où, aussi bien après 20. Rxf2 Db6+ qu'après 20. Cxd8 Cxd1 21. Cxf7 Cxb2 22. Cxd6 Cc4! 23. Cxc4 Fxa1, les Noirs auraient un avantage matériel.
Tal tenta :
20. Df3? Cxh3+! 21. Rh2
Si les Blancs prennent le cavalier, alors 21...Dxb6+ regagne la pièce et laisse les Noirs avec une position gagnante.
21...Fe5+! 22. Cxe5 dxe5 23. Tad1
Si 23. gxh3, alors 23...Dxd2.
23...Cf4!
Maintenant, sur 24. Fxf4 il suit 24...Dh4+. Les Noirs gagnèrent.